# グレート・ノース・オブ・スコットランド鉄道
グレート・ノース・オブ・スコットランド鉄道（グレート・ノース・オブ・スコットランドてつどう、英語: Great North of Scotland Railway、GNSR）は、1923年の四大グループ化以前に、スコットランドの北東部で運行していた、スコットランド五大鉄道会社のうちの1社である。1845年に設立され、1854年9月20日にアバディーンのキティーブルースターからハントリーまでの39マイル（約63キロメートル）で最初の旅客営業を開始した。1867年には、226.25マイル（約364.1キロメートル）の路線を有するようになり、これ以外に61マイル（約98キロメートル）の区間でも列車を走らせていた。
初期の拡大の時期の後、財務を取り繕った時期が続いたが、1880年代になると鉄道は一新され、急行列車が走るようになり、1880年代末にはアバディーン近郊輸送も受け持つようになった。GNSRの本線はアバディーンとキースを結び、そこから西へエルギンまでは2通りのルートがあり、キースとエルギンのどちらでもインヴァネスへ向かうハイランド鉄道の列車に連絡していた。ハイランド鉄道との連絡駅としては他にもボート・オブ・ガーテン駅とポーテッシー駅があり、またアバディーンでは南の方へカレドニアン鉄道およびノース・ブリティッシュ鉄道と連絡していた。GNSRの最終的な運行範囲は、アバディーンシャー、バンフシャー、マレーの3つの行政区画を包含し、さらにインヴァネスシャーとキンカーディンシャーにも一部の短い路線が伸びていた。
北海の港からの魚介類やスペイサイドのウィスキー製造所から出荷されるウィスキーが重要な輸送貨物となった。イギリス王室は、バルモラル城へ向かうときおよび戻るときにディーサイド線を利用し、バルモラル城滞在中はアバディーンから毎日特別な「メッセンジャー列車」が運行された。GNSRが運営されていたほとんどの期間において、この列車は日曜日に運行される唯一のものであった。GNSRは3つのホテルと、20世紀初頭に発展した鉄道のフィーダーとなるバス輸送網を運営していた。1923年にロンドン・アンド・ノース・イースタン鉄道のノーザン・スコティッシュ地域となり、333.5マイル（約536.7キロメートル）の路線と122両の蒸気機関車を引き継いだ。この機関車のほとんどは車軸配置4-4-0のテンダー式機関車であった。GNSRは何本かの支線を有していたが、アバディーン-インヴァネス線の一部となったGNSR本線のみが引き続き運行されている。

## 歴史

### インヴァネスへの途中 1845年-1858年

#### 設立と建設
グレート・ノース・オブ・スコットランド鉄道は、1845年にアバディーンからインヴァネスへの鉄道を建設するために設立された。108.25マイル（約174.2キロメートル）の提案されていた路線は、大規模な工事をあまり必要としないもので、ドン川に沿ってインヴァルリーへ向かい、ハントリーとキースを経由してスペイ川を渡って、エルギンを通り海岸に沿ってネアンを経由してインヴァネスへと向かうものであった。バンフ、ポートソイ、ガーマス、バーグヘッドへの支線が合計して30.5マイル（約49.1キロメートル）になる見込みであった。この時点で、パース・アンド・インヴァネス鉄道はグランピアン山脈を越えてパースへと直結する路線を提案しており、またアバディーン・バンフ・アンド・エルギン鉄道はバンフシャーとマレーシャーの漁港への連絡をよくするために海岸沿いの路線を提案していた。鉄道の建設許可を求めて議会に3本の私法案が提出されたが、アバディーン・バンフ・アンド・エルギン鉄道は資本金の調達に失敗し、またパース・アンド・インヴァネス鉄道は最高地点の高さが1,500フィート（約460メートル）に達することや急勾配を必要とすることから却下された。グレート・ノース・オブ・スコットランド鉄道法は、1846年6月26日に女王裁可を得た。
鉄道狂時代が終わったことの影響で、鉄道会社は投資先として不人気となり、必要な資金を集めることができなかった。1849年11月の会合において会社は、アバディーンからインヴァネスまでの複線の鉄道には65万ポンドが必要であるのに対して、アバディーンから1.5マイル（約2.4キロメートル）のところにあるキティーブルースターから、インヴァネスまでの半分ほどの場所にあるキースまでの単線鉄道であれば、37万5000ポンドで済むと提案した。この会合では、橋やその他の構造物は、必要になった際に複線化できるように建設するべきであると推奨した。結果的に建設工事は1852年11月に開始されたが、キースよりもさらに12.5マイル（約20.1キロメートル）近いハントリーまでであり、ウィリアム・キュビットが主任技術者となった。翌年の冬の気候が厳しかったため工事には遅れが生じた。インヴァルリーとアバディーンの間でアバディーンシャー運河を買収したが、各株主からの要求を個別に解決していく必要があったため、この買収により建設工事が遅れた。

#### 開業

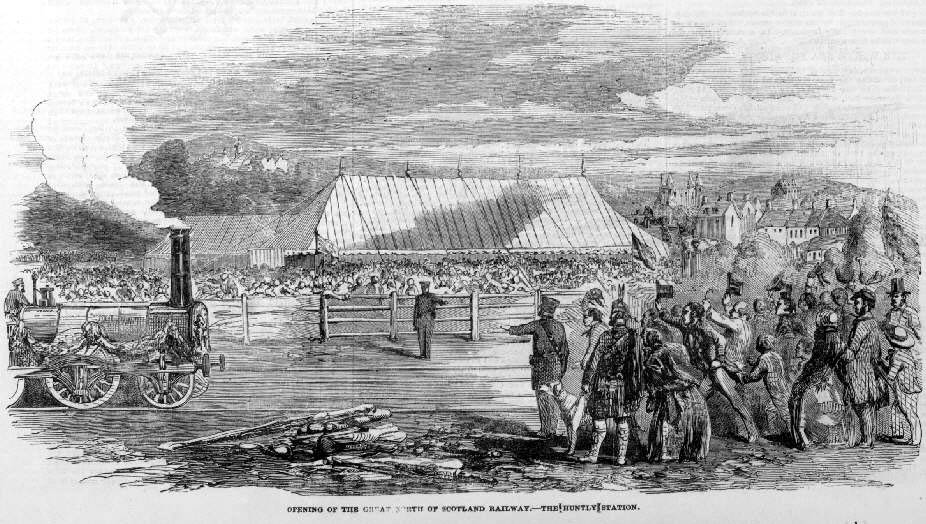
開業記念列車を迎えるハントリーでの式典

GNSRは商務庁による検査の後、1854年9月12日にまず貨物営業で開業し、その2日後に旅客輸送も承認された。GNSRは公式には9月19日に開業し、2両の機関車が400人を乗せた25両の客車を牽引して11時にキティーブルースターを出発した。13時12分にハントリーの祝賀式典に列車が到着する頃には、旅客は650人ほどへと増えていた。一般営業はその翌日から開始された。
駅は以下の地点に置かれた。
- キティーブルースター駅（英語版）
- バックスバーン駅（英語版）（1897年にBuxburnからBucksburnにつづりを変更）[7]
- ダイス駅（英語版）
- キナルディー駅（英語版）（12月1日以降開業）
- キントア駅（英語版）
- インヴァルリー駅（英語版）（1866年にInveruryからInverurieにつづりを変更）[8]
- ピットカプル駅（英語版）
- オイン駅（英語版）
- ブキャンストーン駅（英語版）（12月1日以降開業）
- インズチ駅（英語版）
- ウォードハウス駅（英語版）（12月1日以降開業）
- ケネスモント駅（英語版）
- ガートリー駅（英語版）
- ハントリー駅（英語版）

路線は単線で、待避線が両端の駅とキントア駅、インヴァルリー駅、インズチ駅に設けられていた。キティーブルースター駅の待避線はプラットホームのない場所にあり、機関車は機回しをして客車を駅まで押し込むようになっていた。毎日1本の貨物列車は39マイル（約63キロメートル）の距離を3時間40分ほどかけて走り、アバディーン行きの貨物列車は旅客と郵便物も運んでおり、それまで2日かけて市場まで家畜を歩かせていたのが不要となった。当初は1日に3本の旅客列車が運行されており、所要時間は2時間で、1マイルあたりの運賃は一等車で1.75ペンス、三等車で1.25ペンスであった。1日1往復のみ、議会列車として1マイルあたり1ペニーで乗車することができた。この運賃は馬車での移動より安かったが、旅客・貨物ともに運賃は高額であるとみなされた。しかし30年間にわたって値下げされることはなかった。
鉄道の開業時点で、12両発注した機関車のうちの半分、40両発注した客車のうちの24両のみが到着している、車両不足の状態であった。客車の製造担当業者の、バーミンガムのブラウン・マーシャル・アンド・カンパニーによれば、彼らの経験から路線の開業は少なくともさらに2か月先であろうと予測していたのだという。旅客営業開始の3日後である9月23日に、キティーブルースターで2本の列車の間で衝突事故があり、旅客が1人死亡、数人が重傷を負った。事故調査によれば、機関士は出発が遅れたことを取り返そうとして、いくつかの駅でオーバーランをしており、さらに終点の駅に速度を出しすぎて接近してしまった。列車を減速させるために機関士は逆転機を後退に入れようとしたが、逆転機ハンドルを抑えることができず、前進に入ってしまい、プラットホーム脇で停車していた客車に列車を押し込んで衝突させてしまった。事故報告書では、駅に客車を待機させておくべきではなかったとして、駅員も批判した。キティーブルースター駅の配線は事故後に改められた。

#### ウォータールー、キースそしてインヴァネス
アバディーン鉄道は南の方から、アバディーンの南にあるフェリーヒルまで1850年4月に開通した。事前には、アバディーン鉄道とグレート・ノース・オブ・スコットランド鉄道は合併することになっていたが、この契約は1850年に破棄され、アバディーン鉄道は南側の鉄道との連携を模索することになった。1854年にアバディーン鉄道はアバディーンのギルド・ストリートターミナルを開業し、GNSRはキティーブルースターからドック沿いにあるウォータールーまでアバディーンシャー運河に沿って1.75マイル（約2.8キロメートル）の支線を伸ばそうと試み、免許を得た。この路線は1855年9月24日に貨物営業を開始し、1856年4月1日には旅客営業も開始した。キティーブルースター駅は改築されて通過式配線のプラットホームとなり、ユニオン通り75番地にあった事務所もウォータールー駅へと移転した。アバディーン鉄道のギルド・ストリート駅とGNSRのウォータールー駅は800メートルほど離れており、ドック内を通る貨物線で両社の線路がつながっていたが、この貨物線では蒸気機関車の使用が禁止されていたため、馬が牽引していた。

グレート・ノース・オブ・スコットランド鉄道と、インヴァネス・アンド・アバディーン・ジャンクション鉄道のアバディーンとインヴァネス間の路線、1858年8月の開業時点

インヴァネス・アンド・ネアン鉄道は、1854年にインヴァネスからネアンへの鉄道を建設する免許を得た。依然としてインヴァネスまで延伸しようとしていたGNSRは、この鉄道に反対したものの、この鉄道で列車を走らせる権利が約束されたことから、反対を撤回した。15マイル（約24キロメートル）の路線が1855年11月6日に開通し、インヴァネス・アンド・エルギン・ジャンクション鉄道がこの路線をエルギンまで延長するために設立された。GNSRはスペイ川を渡る費用について言及してまたもこれに反対したが、橋の建設費を分担できると提案されたことから反対を撤回した。新しい会社は改称してインヴァネス・アンド・アバディーン・ジャンクション鉄道となったが、列車運行に関する最終的な保証は得られなかった。
GNSRのキースまでの12.5マイル（約20.1キロメートル）の延長線は1856年10月10日に開通し、途中駅はロザーメイ駅とグレンジ駅が置かれた。当初は1日に5本の列車がアバディーンとキースの間で運転され、その所要時間は2時間40分から3時間5分の間であったが、列車本数は後に4本に減らされた。ネアンとキースの間の路線は、当初の提案ルートよりも土工量が少なく費用を節約できるが、より急勾配となるルートが1856年7月21日に承認され、GNSRはスペイ川の橋に4万ポンドを提供した。路線はフォレス近くのダルヴェイまで1857年に開通し、1858年8月18日にキースまで開通した。アバディーンとインヴァネスの間の108.5マイル（約174.6キロメートル）の路線には1日に3本の列車が運転され、キースより東では1日5本となっていた。またインヴァネスまでの所要時間は5時間55分から6時間30分の間であった。GNSRはキースより西側での列車運行権を主張しなかったものの、おそらく当初から通しで運行される客車が用意されていただろう。

### 路線網拡大 1854年-1866年

#### フォーマーティン・アンド・ブカン鉄道
漁港のピーターヘッドおよびフレイザーバラへの路線を建設する許可を1846年に得たものの、その後の財政問題によりこの許可は失効した。1856年に対抗する法案が2本提出された。一方はフォーマーティン・アンド・ブカン鉄道でありGNSRがバックについており、もう一方はアバディーン・ピーターヘッド・アンド・フレイザーバラ鉄道であった。両社とも2年間にわたって免許を得られなかったが、1858年になりフォーマーティン・アンド・ブカン鉄道が免許を受けた。ダイスからオールド・ディア（1867年にミントローへ改称）までの29マイル（約47キロメートル）の鉄道は1861年7月18日に開通し、またキティーブルースターからダイスまでの本線も複線化された。翌年、ピーターヘッド駅までの9マイル（約14キロメートル）が延長され、モード・ジャンクション駅から北へ分岐してフレイザーバラ駅まで1865年4月24日に開通した。アバディーンからフレイザーバラおよびピーターヘッドまで、1日に3本から4本の列車が運転されており、モードにおいて列車が分割されていた。所要時間は2時間半から2時間45分であった。この鉄道は1866年8月1日にGNSRに吸収合併された。

#### アルフォード・バレー鉄道
アルフォード・バレー鉄道は、キントアで本線から分岐してアルフォード駅へと向かっていた。この鉄道は、GNSRの支援を受けて1856年に免許され、会社の取締役のほとんどはGNSRの取締役でもあった。路線はティリーフォーリーの峰を越える70分の1（約14.3パーミル）から75分の1（約13.3パーミル）に達する急勾配があった。この路線は1859年に開通し、列車は1日に4本、途中ケムネイ駅、モニーマスク駅、ホワイトハウス駅に停車した。1862年にGNSRはこの会社の債務を保証し、最終的に1866年8月1日にGNSRに吸収合併された。

#### インヴァルリー・アンド・オールド・メルドラム・ジャンクション鉄道
地元住民が支援しGNSRも出資する形で、インヴァルリーから分岐する支線、インヴァルリー・アンド・オールド・メルドラム・ジャンクション鉄道が1855年6月15日に免許された。公式開業式典は1856年6月26日に実施され、一般営業は7月1日から開始された。途中レセンティー駅に停車し、オールド・メルドラム駅までの5.75マイル（約9.3キロメートル）を18分から20分程度で走った。さらに1866年にフィンガスク駅が開業した。1858年6月に、1年あたり650ポンド（2019年の65,900ポンドに相当）でGNSRに路線が貸し出された。この鉄道は1866年8月1日にGNSRに吸収合併された。

#### バンフ・マクダフ・アンド・タリフ鉄道
GNSRが最初に提案された時点で、インヴァルリーから漁港のマクダフとバンフへの路線が提案されたが、資金不足のために実現していなかった。ミルトン・インヴァーラムゼーからの異なる経路であれば、より路線が短く勾配も緩くなった。しかし海岸までの路線の建設資金を集められなかったため、より短いタリフ駅までの18マイル（約29キロメートル）の路線が建設された。GNSRはこのバンフ・マクダフ・アンド・タリフ鉄道に出資し、またGNSRの取締役がこの会社の取締役を兼ねた。分岐駅のインヴァーラムゼー駅とそこからの新線は、1857年9月5日に開業した。これとは独立したバンフ・マクダフ・アンド・タリフ延長鉄道が、バンフ・アンド・マクダフ駅と呼ばれる駅までの延長を行った。この路線は1860年6月4日からGNSRによって運営された。終点の駅は、マクダフから0.75マイル（約1.2キロメートル）離れた丘の上にあり、またバンフへ通じるデヴェロン川に架かる橋まで0.25マイル（約400メートル）の位置にある、不便なものであった。インヴァーラムゼーから1日4本の列車が運転され、所要時間は1時間30分から1時間50分で、アバディーン行きの列車と接続していた。両社とも1866年8月1日にGNSRに吸収合併され、さらに1872年に新しいマクダフ駅まで0.5マイル（約800メートル）延長された。

#### バンフ・ポートソイ・アンド・ストラスアイラ鉄道

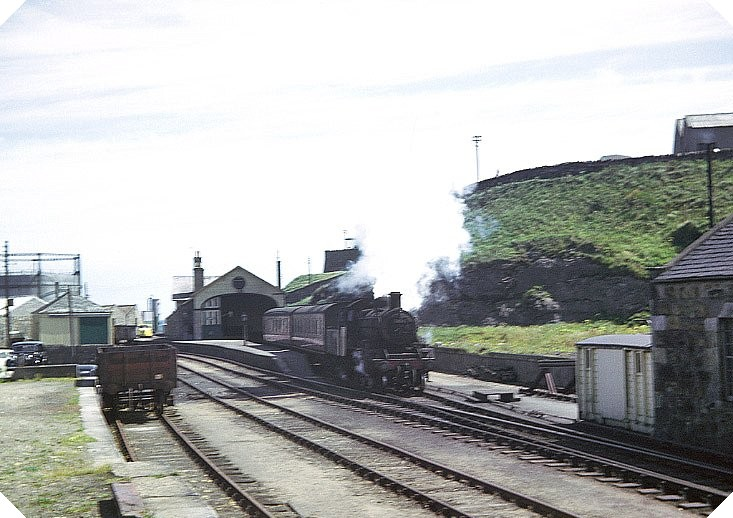
1964年のバンフ駅

バンフ・ポートソイ・アンド・ストラスアイラ鉄道は、GNSR本線のグレンジから分岐し、バンフ駅までの16.25マイル（約26.2キロメートル）と、ティリーノート駅で分岐してポートソイ駅までの3.25マイル（約5.2キロメートル）の支線として、1857年に免許された。会社の会長のトーマス・ブルースはインヴァネス・アンド・アバディーン・ジャンクション鉄道の副会長であり、これ以外の取締役は地元の人々で構成されていた。ほとんどの出資は地元で少額ずつ集められた。路線のほとんどは70分の1（約14.3パーミル）勾配までに抑えて建設されたが、ポートソイ港への0.5マイル（約800メートル）の貨物線は30分の1（約33.3パーミル）勾配で、1両の機関車と4両の貨車に入線が制限されていた。この鉄道は1859年7月30日に開業し、開業日に脱線事故を起こしたのち、8月2日から一般営業を開始した。列車はGNSRの列車とグレンジで連絡していた。この会社は債務の利払いに苦しんでいたため、1863年にGNSRが列車の運行を継承し、路線の名前をバンフシャー鉄道へ改称した。GNSRはグレンジとバンフを結ぶ列車を1日に3本運転し、またティリーノートでポーソトイ行きにも連絡していた。さらにバンフとポートソイを結ぶ列車も1日に2本運転した。ポートソイからポートゴードンまで14.25マイル（約22.9キロメートル）の延長をする免許を得ていたが、必要な出資を集められなかった。GNSRとの合併は1866年に承認されたが、財務問題から1867年8月12日まで実施が遅れ、またポートゴードン延長は放棄された。

#### キース・アンド・ダフタウン鉄道
GNSRはキースより西側で自社線をもとうと考えており、パースとインヴァネスを結ぶ路線が乗り入れてきて接続できると期待した、グランタウン・オン・スペイが候補地となった。この目的のために、キース・アンド・ダフタウン鉄道に出資した。この会社は1857年7月27日に設立されたが、資金不足で進捗が遅れていた。キースとダフタウンの間で路線がより長くなるが安く済むルートの免許を1860年5月25日に確保した。この改訂されたルートは、1857年の当初計画ルートより急勾配を含んでおり、最急勾配は当初の70分の1（約14.3パーミル）から60分の1（約16.7パーミル）となった。フィディッチ川に架かる2径間の橋があり、また中間駅は3つあった。アールズミル駅（1897年にキース・タウン駅に改称）、ボトリフニー駅（1862年にオーチンダチー駅に改称）、ドラムミュア駅である。1862年2月21日に開業した時点で、会社設立時からの協定に基づき、GNSRが列車を運行した。この会社はGNSRに1866年8月1日に吸収合併された。

#### ストラススペイ鉄道

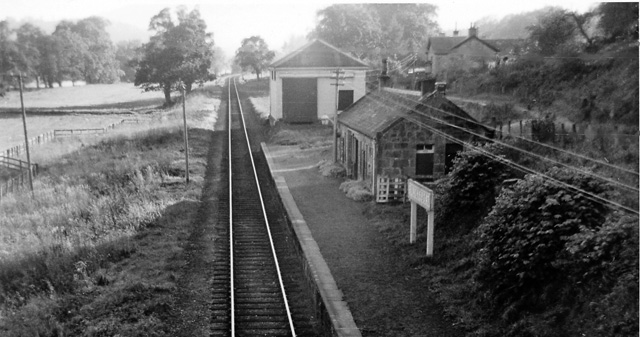
ブラックスボート駅、1961年

かなりの量の鉄鋼・木材や地域のウィスキー製造所からの貨物を獲得できる見込みがあったことから、ダフタウンへの路線をストラススペイまで延長することが模索され、1861年5月17日に免許された。ストラススペイ鉄道は、キース・アンド・ダフタウン鉄道とGNSRが出資し、取締役を送り込み、そしてGNSRが列車の運行を担当した。全長32.5マイル（約52.3キロメートル）の路線はまず北へ向かってマレーシャー鉄道の延長線とストラススペイジャンクション（1864年からクラゲラチー駅と呼ばれるようになる）で合流し、そこからスペイ川に沿ってアバネシーへ向かう。免許では、構想されていたインヴァネス・アンド・パース・ジャンクション鉄道のグランタウン・オン・スペイまでの支線も含まれていた。勾配はあまりきつくなかったが、スペイ川とその支流を何度もわたる必要があり、本流には3つの橋が架けられた。50フィート（約15メートル）以上の深さの切り通しを通る場所があり、また全長68ヤード（約62メートル）のトンネルも1か所あった。この路線は1863年7月1日にアバネシー（後にネシー・ブリッジ駅に改称）まで開通した。ダフタウンとクラゲラチーの間の線が本線となり、列車はマレーシャー鉄道へと直通し、インヴァネス・アンド・アバディーン・ジャンクション鉄道とは独立した経路でキースとエルギンを結ぶことができるようになった。しかし、インヴァネス・アンド・アバディーン・ジャンクション鉄道の経路はより直行でき、GNSRのルートが27.5マイル（約44.3キロメートル）であるのに対して18マイル（約29キロメートル）しかなかったので、ほとんどの通過輸送を依然として担当していた。GNSRはエルギンとキースの間でクラゲラチー経由の列車を1日に4本走らせ、キースではうち3本の列車について、アバディーンまで客車を直通させるか連絡していた。2つの経路の所要時間が異なるため、エルギンでの乗換接続はあまりよくなかった。
クラゲラチーからの路線は支線と化し、1日に3本の列車がすべての駅に停車して走り、平均速度は16マイル毎時（約26 km/h）であった。グランタウン・オン・スペイまでの連絡線は建設されなかったが、インヴァネス・アンド・アバディーン・ジャンクション鉄道（この時点では既にハイランド鉄道に改称していた）とボート・オブ・ガーテンで連絡するために1866年8月1日に列車が延長された。両社の路線はボート・オブ・ガーテンの3マイル（約4.8キロメートル）北で合流しており、この分岐点に置く信号扱所の要員に関して両者で紛争が発生した。ハイランド鉄道側はいかなる分担も拒絶したのである。1868年3月から6月までのしばらくの間、GNSRの列車はネシー・ブリッジ駅で打ち切りになっており、その後両社の列車がボート・オブ・ガーテンまで別々の線路を走れるように脇に追加の線路が敷かれた。GNSRではクラゲラチーでしっかりとした乗換接続が確保されていたが、ボート・オブ・ガーテンではハイランド鉄道との連絡に長い待ち時間があるのが普通であった。ストラススペイ鉄道は1866年8月1日にGNSRに吸収合併された。この路線の主な収入源は、この地方のウィスキー製造所からのものであった。

#### マレーシャー鉄道
1841年にロジーマウスとクラゲラチーを結ぶ全長16マイル（約26キロメートル）の複線鉄道、マレーシャー鉄道が提案され、1846年に必要な免許が出たが、提案されていたGNSRのエルギン - オートン間を利用するためにルートが変更された。財務問題により建設が遅れたが、最終的に1851年にロジーマウスからエルギンまでの区間で工事が始まった。全長5.5マイル（約8.9キロメートル）の路線は1852年8月10日に開業し、エルギンからロジーマウスでの祝賀行事に向かう特別列車が運行された。一般営業は翌日から開始され、1日5本の列車が所要時間15分、途中2か所のリクエストストップがあった。一等車と二等車が連結されており、運賃は1マイルあたりそれぞれ1.5ペニー、1ペニーであった。しかし、エルギンからオートンまでの路線を建設したのはインヴァネス・アンド・アバディーン・ジャンクション鉄道であり、この路線から分岐してロシスまでの線を建設する免許がマレーシャー鉄道に1856年7月14日に与えられた。インヴァネス・アンド・アバディーン・ジャンクション鉄道はエルギンに自社の駅を建設し、マレーシャー鉄道の駅とは東側の分岐点で連絡していた。インヴァネス・アンド・アバディーン・ジャンクション鉄道は1858年8月18日に開業し、マレーシャー鉄道は8月23日から列車を走らせ始めた。

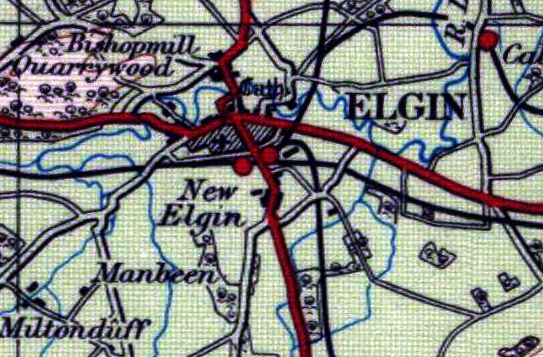
1923年の地図に掲載されたエルギン駅、東西方向の黒線がインヴァネス・アンド・アバディーン・ジャンクション鉄道、北のロジーマウスおよび南のロシスへ向かうマレーシャー鉄道は別の駅に発着している、もう1本の東側への路線は後にGNSRが建設した

当初はマレーシャー鉄道の列車がインヴァネス・アンド・アバディーン・ジャンクション鉄道線上を走っていたが、マレーシャー鉄道の軽量の機関車は勾配に弱く信頼性に欠けるとわかり、6週間後にマレーシャー鉄道の客車はエルギンとオートンの間でインヴァネス・アンド・アバディーン・ジャンクション鉄道の列車に連結されて運転されることになった。通しの乗車券発行をめぐって両社間で争議が発生し、マレーシャー鉄道の取締役はエルギン - オートン間に自社線を建設する計画をもって応えた。GNSRがこの新線に資金提供し、また実際に路線が連絡できたら列車を走らせると持ち掛けた。1860年7月3日に免許され、貨物が1861年12月30日から、旅客が1862年1月1日から運行を開始し、所要時間を55分から45分に短縮した。マレーシャー鉄道のエルギン駅はGNSRの列車の使用を考えて拡張されたが、木造であった。
1861年にマレーシャー鉄道に対して、スペイ川を渡りクラゲラチーでストラススペイ鉄道に連絡する免許が出た。マレーシャー鉄道の延長とストラススペイ鉄道はどちらも1863年7月1日に開業し、GNSRはこの路線に1日4本の列車を走らせて、キースとエルギンの間で既存の路線に加えた別経路となった。1866年7月30日にマレーシャー鉄道とGNSRの合併許可が出て、翌日オートンとロシスの間で損失を出しながら運行されていた列車は、予告なく廃止された。1881年8月にマレーシャー鉄道が完全にGNSRに吸収された。

#### アバディーン共同駅
アバディーンのウォータールーに置かれた木造の駅は、アバディーン鉄道とディーサイド鉄道のギルド・ストリート駅とは800メートルほど離れており、旅客はこの間を馬車で移動し、その運賃は通しの切符の値段に含まれており、乗換時間は45分が設定されていた。GNSRは、ギルド・ストリート駅に到着する列車に接続するために自社の列車を待機させることを拒否し、列車の出発する少なくとも5分前には乗車券を買っておくべきであると主張した。郵便物を輸送する列車は、郵便局の荷物車が到着し郵便物が積み込まれるまで待機していたが、連絡の旅客のためにさらに列車が遅れることを避けるために、所定の出発時刻になると駅への入場ができなくなった。この扱いは旅客に不便で、実際に乗換ができなかった国会議員が議会の委員会において会社のゼネラルマネージャーに指摘したほどであったが、議員の家族と荷物は先に行っていた。GNSRは海路での連絡を推奨し、アバディーン蒸気汽船に接近して通しの発券で運賃割引ができないか交渉し、鉄道での通し発券ができるようになったのはGNSRが鉄道清算所に加入した1859年であった。

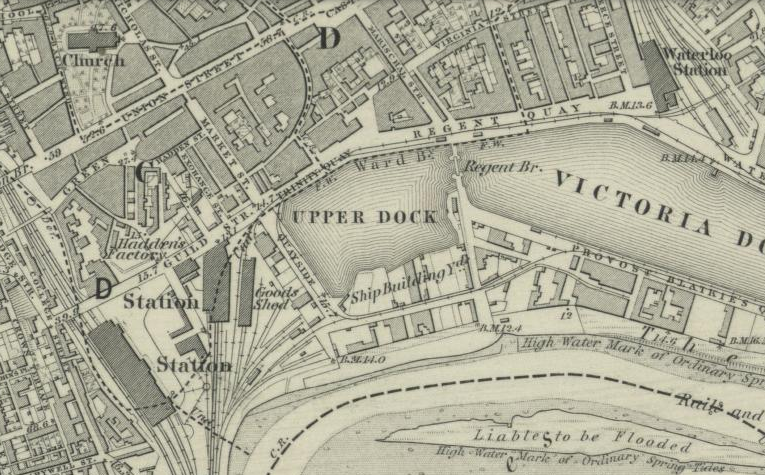
1869年のアバディーン駅、GNSRのウォータールー駅は右上にあり、アバディーン鉄道のギルト・ストリート駅は左下にある、その隣に新しいアバディーン共同駅がある

デンバーン・ヴァレーを通ってGNSRを南側の鉄道へ連絡する共同線が計画され、GNSRはギルド・ストリート駅を利用している鉄道会社に1853年と1857年に交渉したが、彼らの提示した支援策には不満足であった。1861年にインヴァネス・アンド・パース・ジャンクション鉄道に対して、インヴァネス・アンド・アバディーン・ジャンクション鉄道のフォレス駅からのパースへの直行する路線が免許された。GNSRはこれに抗議し、インヴァネスに予約事務所を置く権利を得た。この路線は1863年に開業し、1865年にはインヴァネス・アンド・パース・ジャンクション鉄道とインヴァネス・アンド・アバディーン・ジャンクション鉄道は合併してハイランド鉄道となった。スコティッシュ・ノース・イースタン鉄道に吸収されたアバディーン鉄道は、GNSRに接近して新線がアバディーンを通らなくなることに懸念を示したが、合意に達することはなかった。
リムペット・ミル構想という路線が1862年に名目上は独立したスコティッシュ・ノーザン・ジャンクション鉄道によって提案されたが、この会社はスコティッシュ・ノース・イースタン鉄道が支援していた。この全長22マイル（約35キロメートル）の提案されていた路線は、スコティッシュ・ノース・イースタン鉄道のストーンヘイブン駅の北のリムペット・ミルと、GNSRのキントアを結ぶものであった。ディーサイド鉄道との連絡も構想され、この連絡を通じてスコティッシュ・ノース・イースタン鉄道は列車の運行権を獲得しようとしたが、失敗に終わった。この提案は不評であったものの議会によって承認されたが、GNSRは1863年9月1日までに自社での建設免許を得られれば、この路線は中止されるという条項を押し込むことに成功した。GNSRは、地元ではサーカムベンディバス (Circumbendibus) と呼ばれた、デンバーン・ヴァレーを通る直行ルートよりも長くなるが建設費の安いルートを提案した。地元の反対にもかかわらず、この経路は1863年に議会に承認されたが、翌年スコティッシュ・ノース・イースタン鉄道がデンバーン・ヴァレー経由の路線の免許を得たことで、サーカムベンディバスの免許は取り消された。GNSRは、自社が推進していたサーカムベンディバスの建設に必要であったと見込まれる125,000ポンドをこの新たな路線のために負担し、スコティッシュ・ノース・イースタン鉄道はリムペット・ミル構想の推進のために用意していた90,000ポンドの中から70,000ポンドを負担した。スコティッシュ・ノース・イースタン鉄道は、デンバーンを排水し2本の短いトンネルを掘って、複線の鉄道を建設した。1867年11月4日に共同駅が開業し、3本の通過式の番線と、1本の長いホーム、さらに終着となる列車用の頭端式プラットホームが両側に1つずつ用意された。西側の2本の番線は貨物列車用で、ウォータールー駅とギルド・ストリート駅は旅客営業を廃止して貨物駅となった。駅の北側の路線はGNSRに移管され、全長269ヤード（約246メートル）のハッチオン・ストリートトンネルがGNSR線最長トンネルとなった。

#### ディーサイド鉄道
ディー川の流域であるディーサイドへの鉄道は、1846年7月16日に免許されたが、アバディーン鉄道がまず開業することを待つと決定された。アバディーン鉄道が多くの株を購入したため、このディーサイド鉄道は鉄道狂時代を潜り抜けて存続した。アルバートがバルモラル城を購入し、イギリス王室が1848年に初訪問したことから、この路線への関心が復活し、アバディーン鉄道は持ち株を売却することができた。依然としてディーサイド鉄道に関心を持つ投資家を見出すことは難しかったが、バンチョリーまでの16.75マイル（約27キロメートル）の路線が1853年9月7日に儀礼的に開業した。一般営業は翌日開始され、1日3本の列車が運転され、所要時間は約1時間であった。一等車の運賃は1マイルあたり1.5ペニー、三等車は1マイルあたり1ペニーであった。当初は、アバディーン鉄道が列車の運行を担当し、自社のフェリーヒル駅へ乗り入れており、ディーサイド鉄道はバンチョリーでの貨車入換に馬を使用していた。1854年にディーサイド鉄道は自社の車両を導入し、同年開業したアバディーン鉄道のギルド・ストリート駅へ乗り入れるようになった。
アボイン駅まで延長するために、アボイン延長鉄道という新しい会社が設立された。1846年に提案されていたディー川の2か所に橋を架けるルートではなく、2マイル（約3.2キロメートル）長くなるが安いランファナン経由のルートを選び、1859年12月2日にこの新線に列車が運転されるようになった。アボインから28マイル（約45キロメートル）のブライマーまでの路線を建設するためにアボイン・アンド・ブライマー鉄道が設立された。この路線はディー川に沿って建設され、ブライマーまで2マイル（約3.2キロメートル）のところでディー川を渡る計画であったが、計画変更されてゲイン川の橋のところで路線が打ち切られ、旅客駅はそこより1.5マイル（約2.4キロメートル）手前のバラター駅までになった。この12.5マイル（約20.1キロメートル）のバラターまでのルートは1866年10月17日に開業し、残りのゲイン川の橋までの路線は未完成に終わった。全長43.25マイル（約69.6キロメートル）の路線に1日5本の列車が運転され、所要時間は1時間50分から2時間30分であった。

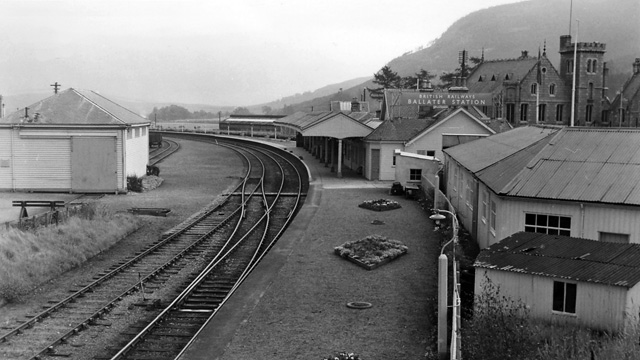
イギリス王室がバルモラル城を訪れるときに利用したバラター駅、1966年

イギリス王室は、1853年からバルモラル城訪問の際にこの路線を利用した。王室専用列車は、一般営業を開始するよりも1か月近く前の1866年9月にバラター駅を利用した。当初はヴィクトリア女王は1年に1回訪問しており、1861年に王配のアルバートが亡くなると1年に2回となった。エドワード7世が1901年に国王に即位すると、再び1年に1回の訪問となった。1865年10月8日から、王室がバルモラル滞在中には1日に1回の「メッセンジャー列車」が運行された。これらの列車には一等車が連結されていたが、侍従たちには三等車の運賃が請求されていた。1850年代末から1860年代初めにかけて、GNSRとスコティッシュ・ノース・イースタン鉄道はアバディーンの共同駅をめぐって争っていた。進捗のなさにいら立ったスコティッシュ・ノース・イースタン鉄道は、ディーサイド鉄道を横断する新線を提案した。スコティッシュ・ノース・イースタン鉄道とこの新線をディーサイド鉄道に連絡する議論を行っている間に、ディーサイド鉄道をGNSRに貸し出す提案が出され、GNSRはすぐにこれを承認した。ディーサイド鉄道取締役会は1862年5月13日に貸し出しを多数決で承認し、議会は1866年7月30日にこれを承認した。アボイン・アンド・ブライマー鉄道は独立して存続したが、列車の運行はGNSRが担当した。

#### 合併
キースまで1854年に開業した時点で、GNSRは54マイル（約87キロメートル）の路線を運営していた。10年後にはほぼ4倍に伸びたが、このうち4分の3以上が借り受けている路線か子会社によるものであった。当初から、これらのほとんどの鉄道会社との最終的な合併が促されていた。GNSRは合併の当局からの承認を求め、1866年7月30日にグレート・ノース・オブ・スコットランド鉄道（合併）法が女王裁可を得、またこの法律によりディーサイド鉄道をGNSRが借り受けることも承認された。各社は2日後に合併したが、バンフシャー鉄道とマレーシャー鉄道は独立した企業として発足しており1866年の法律には含められなかった。バンフシャー鉄道の合併承認は翌年となった。ディーサイド鉄道の延長が1866年に完成し、バンフシャー鉄道が翌年合併すると、GNSRは226.25マイル（約364.1キロメートル）の路線を有し、さらに61マイル（約98キロメートル）の路線で列車を走らせていた。

### 緊縮期 1866年-1879年
開業後最初に年間を通して営業した1855年、GNSRは1.25パーセントの配当を支払い、翌年は4.25パーセントとなり、1859年には5パーセントとなった。1862年には配当は最高の7.25パーセントに達したが、翌年7パーセントに下がり、1864年には5パーセントとなった。1865年には普通株に対しては配当を払えなかった。取締役らの提案により、会社の活動を検討する委員会が設置され、その報告の主な提案は、ポートゴードンへの延長を取りやめることであった。ハイランド鉄道が南部へ直行できる路線を開業させたことで郵便物輸送を失い、日曜日の列車運行中止につながり、5パーセントの配当に相当する収入を失っていた。鉄道清算所のシステムに加入したことで貨物輸送収入の25パーセントを失うことになり、さらにアバディーン共同駅をめぐる紛争は高くついて、ディーサイド鉄道を過剰な額で借り受けることになった。オーバーエンド・ガーニー・アンド・カンパニー銀行が1866年に経営破綻したことで、3か月にわたって銀行金利が10パーセントに上昇し、会社の経営状態をさらに悪化させた。
取締役会全員が辞任し、6人は再任を求めなかった。1867年初め、GNSRは80万ポンド（2019年の7136万ポンドに相当）の債務があり、新たな取締役会は緊縮策を取った。会社のほとんどの債務を解決し、再び配当を払えるようになったのは1874年であった。1870年代初めに建設された唯一の路線は、マクダフまでの0.5マイル（約800メートル）の区間であり、1876年までの間は機関車は1両も製造されず、客車が数両製造されたのみであった。ディーサイド鉄道は1875年に合併し、アボイン・アンド・ブライマー鉄道のバラター延伸は1876年1月となり、マレーシャー鉄道は1880年に吸収合併した。ネシー・ブリッジで1878年9月に機関車のボイラーが爆発事故を起こしたのち、事故調査によればボイラーの試験があまり行われておらず、かつ不適切であるとされた。機関車の修理が行われたのは16か月前であった。

### 復興 1879年-1899年

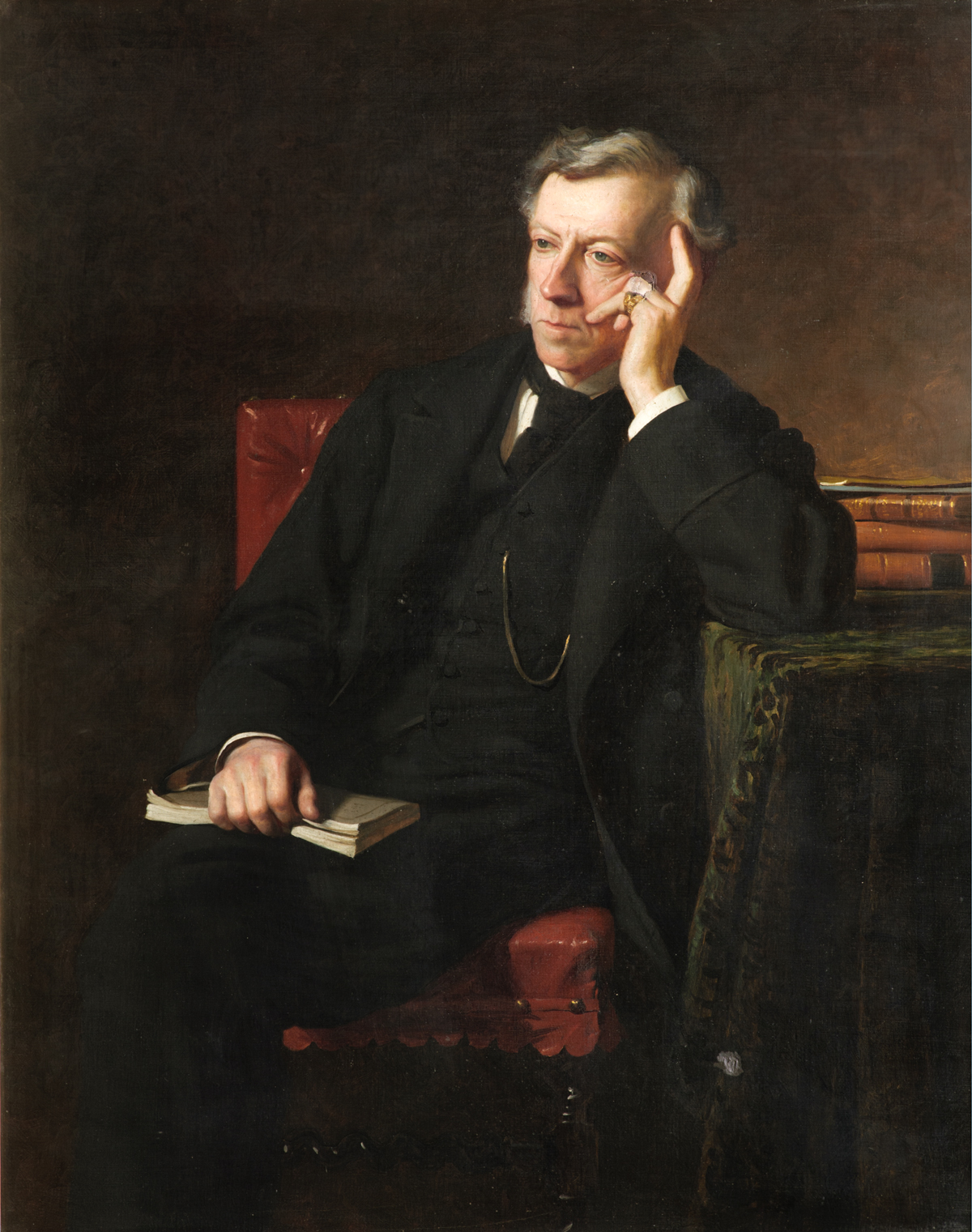
1878年から1904年までGNSR会長を務めたウィリアム・ファーガソン

#### 再生と拡大
1879年に会長のレスリーが死去し、キンマンディ出身のウィリアム・ファーガソンが会長に就任した。翌年会社の書記とゼネラルマネージャーが辞任し、双方の職にウィリアム・モファットが任命され、A.G.レイドがGNSRの技師長となった。GNSRは配当を再開しており、輸送量も増加しつつあったが、機関車、線路、信号、駅などすべてについて、25万ポンド（2019年の25,610,000ポンドに相当）をかけたプロジェクトで補修しなければならなかった。1880年6月までには、本線がキントアまで複線化され、それからの5年間で142.5マイル（約229.3キロメートル）に及ぶ錬鉄製のレール（しかもそのほとんどは継ぎ目板のない）を鋼鉄製のレールに置き換え、本線はインヴァーラムゼーまで複線化された。GNSRは、不条理なダイヤに沿って列車をゆっくり運転し、旅客を虐待しているとの評判を受けていたが、この問題を解決することを決心していた。1880年代半ばまでには列車は速くなり、三等車の椅子にも革が張られ、支線の列車も混合列車を減らしたことから高速化した。
1882年11月27日、マクダフ支線のオーチャーティレス駅近くのインヴァーイサン橋で、5両の貨車と1両の緩急車、4両の客車を機関車で牽引した列車が通過中に橋が崩壊した。機関車と炭水車は橋を渡り切ったが、貨車と客車は30フィート（約9.1メートル）下の道路に転落し、一等車と二等車に乗っていた5人が死亡、15人が負傷した。商務庁報告によれば、1857年に橋が建設された際に設置された鋳鉄製の桁に内部欠陥があったことが原因であった。
1881年になり、マレー湾に沿ってポートソイからバッキーまで路線を延長する法案が議会に提案されたが、ハイランド鉄道に反対されて却下された。翌年、GNSRとハイランド鉄道の両社が法案を提出し、GNSRはポートソイから海岸に沿ってバッキーを経由しエルギンまでの25.25マイル（約40.6キロメートル）、ハイランド鉄道はキースから分岐してバッキーとカレンまでのものであった。これらについて免許されたが、ハイランド鉄道の路線はポーテッシーまでとなり、GNSRの海岸路線についてバッキーとポートソイの間で列車運行権を認められ、一方それと引き換えにGNSRはハイランド鉄道のエルギンとフォレスの間で列車運行権を認められた。この海岸路線は段階的に開業し、ポートソイからトチエニールまでと、エルギンからガーマスまでの両側の区間が1884年に開業した。中間の区間は、ガーマスにおいてスペイ川に架かる中央径間350フィート（約110メートル）の長い橋やカレンにおける大規模な築堤と高架橋が必要であり、1886年5月になって開業した。この路線には1日4本の列車が運行され、速いアバディーンからの直行列車はエルギンに2時間45分で到達した。ハイランド鉄道のポーテッシー支線は1884年に開業したが、ハイランド鉄道はGNSRの海岸線における列車運行権を行使せず、このためにGNSRもエルギン以西に列車を走らせられなかった。
GNSRは電報を使った列車指示の方式を使って開業していたが、信号システムが改良されるにつれ、単線区間においてタブレット閉塞へと改良されつつあった。急行列車はタブレットの交換のために減速する必要があり、また頻繁に鉄道員を負傷させる方式であった。そこで機関車総監督のジェームズ・マンソンは、綿を工場で移動させるために使われていた装置を基に自動的にタブレット交換をできる装置を設計した。当初はタブレットを15マイル毎時（約24 km/h）で交換していたが、すぐに路線の最高速度で交換するようになった。フレイザーバラ線での試行ののち、この仕組みは1889年5月に海岸路線に導入され、1893年1月1日までにすべての単線区間で運用を開始した。

#### アバディーンからインヴァネスへ
GNSRとハイランド鉄道は、1865年の時点でキースが双方の輸送を連絡する地点であると合意していた。しかし1886年にはGNSRはエルギンまでの2本の路線を有しており、ハイランド鉄道の直線的な経路に比べて距離が長いものの、より人口の多い地域をカバーしていた。キースとエルギンの間の海岸路線は87.5マイル（約140.8キロメートル）あるが、クラゲラチー経由の80.75マイル（約130.0キロメートル）の路線よりも勾配が緩かった。ハイランド鉄道のインヴァネスから南への本線はフォレスを経由しており、GNSRは競合事業者であるハイランド鉄道がエルギンへの路線を支線扱いしていると信じていた。1883年にインヴァネスから南へより短い経路の路線が独立した会社によって提案されたが、ハイランド鉄道がより短い路線を提案すると約束したことから法案が議会で却下された。翌年、ハイランド鉄道のアヴィモアから南へのより直線的な路線だけでなく、GNSRがスペイサイドからの支線をインヴァネスまで伸ばす提案を行った。ハイランド鉄道の経路が選択されたが、GNSRは旅客も貨物もどの分岐点でも連絡することができ、通しの予約ができ、そして列車は便利なように設定されるとの権利を得た。

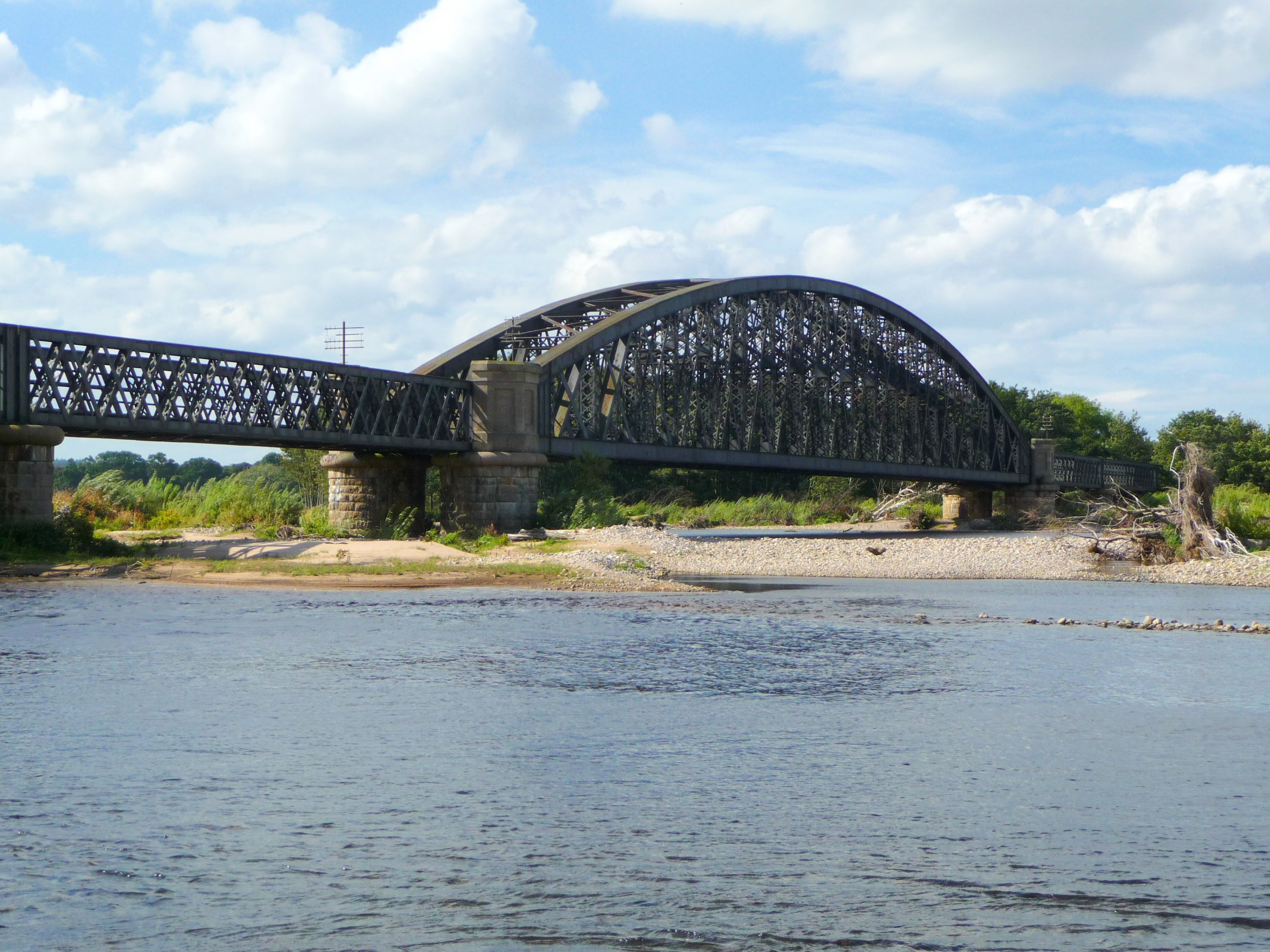
海岸路線は1886年に開業し、ガーマス付近で高架橋を使ってスペイ川を渡った

1885年にGNSRはダイヤ改正を行い、10時10分アバディーン発の列車が11時50分にキースに到着し、さらに通しの客車がクラゲラチー経由でエルギンに13時に到着するようになった。この列車は、キースとエルギンの双方でハイランド鉄道の列車と連絡していたが、ハイランド鉄道がダイヤ改正を行ってエルギンでの連絡ができなくなった。GNSRは商務庁に対し、エルギンで1日2回の連絡ができるように命令を下すように求めた。この要請は拒否されたが、1886年にGNSRとハイランド鉄道は、グレンジとエルギンの間の駅からの収益を分け合う協定を結び、またいかなる争議も調停人に委ねることになった。日中のハイランド鉄道の列車は時刻変更されて、GNSRの列車とキースとエルギンで接続するようになり、エルギンで接続するアバディーンからの列車は、途中で分割されて海岸経由とクラゲラチー経由で来たものとなった。
1893年にハイランド鉄道は運輸協定を破棄して、2本の接続列車が不採算であるとして運転を取り止めた。GNSRが鉄道運河委員会に訴えたため、このうち1本は運転再開されたが、いら立ったGNSRは1895年にインヴァネスまでの列車運行権を求めて議会に訴えた。しかしこの問題を鉄道運河委員会を通じて解決すると合意したため、これを撤回した。1897年までに結論は得られず、GNSRは再びハイランド鉄道を通じてインヴァネスまでの列車運行権を要求すべく準備し始めた。今回は路線を複線化するとしていたが、法案が議会に提出される前に委員が結論を発表した。列車はエルギンとキースの双方で連絡し、エルギンでの連絡はクラゲラチー経由および海岸経由の双方の列車からの通し客車を含むこととし、時刻については委員の承認が必要であるとした。この結論を受けた列車は1897年から運転を開始し、8本の列車のうち4本はハイランド鉄道経由でキースへ走るもので所要時間は4時間半から5時間、4本はエルギンで客車を交換してクラゲラチー経由と海岸経由となるもので、このうち2本は3時間半で走った。15時にインヴァネスを出発してキース経由でアバディーンへ向かう列車は所要時間3時間5分であった。当初は海岸経由とクラゲラチー経由の列車の分割はハントリーで行われていたが、グレンジの分岐点のケアニーに1898年夏にプラットホームが設置された。本線は1896年にハントリーまで複線化され、1898年にはキースまで複線化されたが、アヴォチーとロザーメイの間のデヴェロン川に架かる橋のみ単線で残され、1900年になって複線の橋梁に置き換えられた。

#### 近郊列車とホテル
1880年にディーサイド線に急行列車が運転を開始し、アバディーンからバラターまで90分で走った。1886年には75分となった。1887年にはアバディーンとダイスの間のダイヤが改善され、新駅が開業しより多くの区間列車が運転されるようになった。この年の年末までに、1日12本の列車となり、最終的には9駅に停車し20分で走る列車が1日20本運転されるようになった。この年がヴィクトリア女王のゴールデン・ジュビリーであったため、これらの近郊列車は当初ジュビリーと呼ばれていたが、後にサビー (Subbies) と呼ばれるようになった。ディーサイド線のアバディーンとカルターの間でも、複線化が完成した後の1894年に近郊列車が運転を開始し、当初は7駅に停車し所要時間22分の列車が下り10本、上り9本運転された。最終的に列車の運転本数は2倍となり、さらに追加の駅が設置された。
1891年に会社の本社がウォータールーから駅に直結したギルド・ストリートの新しい建物に移転した。同年GNSRはアバディーン共同駅そばのパレスホテルを買収し（1941年に火災が発生して廃業）、電灯の導入や駅からホテルまでを屋根付きの道にするなど近代化を実行した。その成功に自信をもって、1893年にアバディーンの北約20マイル（約32キロメートル）のクルーデン・ベイにホテルとゴルフコースを建設する許可を得た。このホテルへは、フォーマーティン・アンド・ブカン鉄道のイーロン駅から分岐してクルーデン・ベイと漁港のボダムへ向かう、全長15.5マイル（約24.9キロメートル）の新しく建設した単線のボダム支線が連絡していた。この路線は1897年に開通し、イーロンからの列車は約40分を要した。ホテルは1899年に開業し、駅とはクルーデン・ベイ・ホテル軌道によって連絡していた。これはほぼ1マイル（約1.6キロメートル）の長さがあり、軌間は3フィート6インチ（1,067ミリメートル）、架空電車線式の電車が運転されていた。1899年から季節運転のアバディーン直行列車が運転を開始し、朝に上り列車が運転されたが、数年間午後に上り列車が走り晩に戻ってくる列車が運転されたこともある。観光客向けの周遊列車がディーサイド線で1881年から運転開始し、さらに後にストラススペイ線やマレー湾沿いの海岸線にも特別な列車が運転されるようになって、スコティッシュ・リヴィエラの名前で宣伝された。

### 成熟 1900年-1914年
19世紀末の時点で、新しく制定された1896年軽便鉄道法を用いて閑散地域への路線を承認することに関心がもたれていた。アバディーンの公道に沿って線路を敷いてスキーンとエヒトに到達する、全長17マイル（約27キロメートル）のアバディーンシャー軽便鉄道が独立した事業者として1896年に推進された。GNSRはこれの代替案として、市内のアバディーン軌道の線路を利用して、エヒト軽便鉄道とニューバラへの路線を提案した。1897年にエヒトからアバディーンへの路線が承認されたが、公道に線路を敷くことと路面電車の線路で貨物輸送をすることへの反対があったため、市の郊外までの承認であった。計画はGNSRの路線とキティーブルースターで連絡するように変更されたが、費用が高騰するようになったため計画が放棄された。
GNSRは1899年9月8日にフレイザーバラからセント・コームズへの5.125マイル（約8.2キロメートル）の軽便鉄道を軽便鉄道法により承認された。この承認指令には、当時としては異例の、電気動力を許可する条項が含まれていたが、会社は蒸気動力を選択し、路線は柵で区切られていなかったことから機関車にカウキャッチャーが装着された。1903年7月1日に開業し、1日6本の列車が所要時間17分で走った。フレイザーバラからローズハーティまでの4.5マイル（約7.2キロメートル）の軽便鉄道も提案されたが、公道に線路を敷くことへの反対があって計画放棄された。

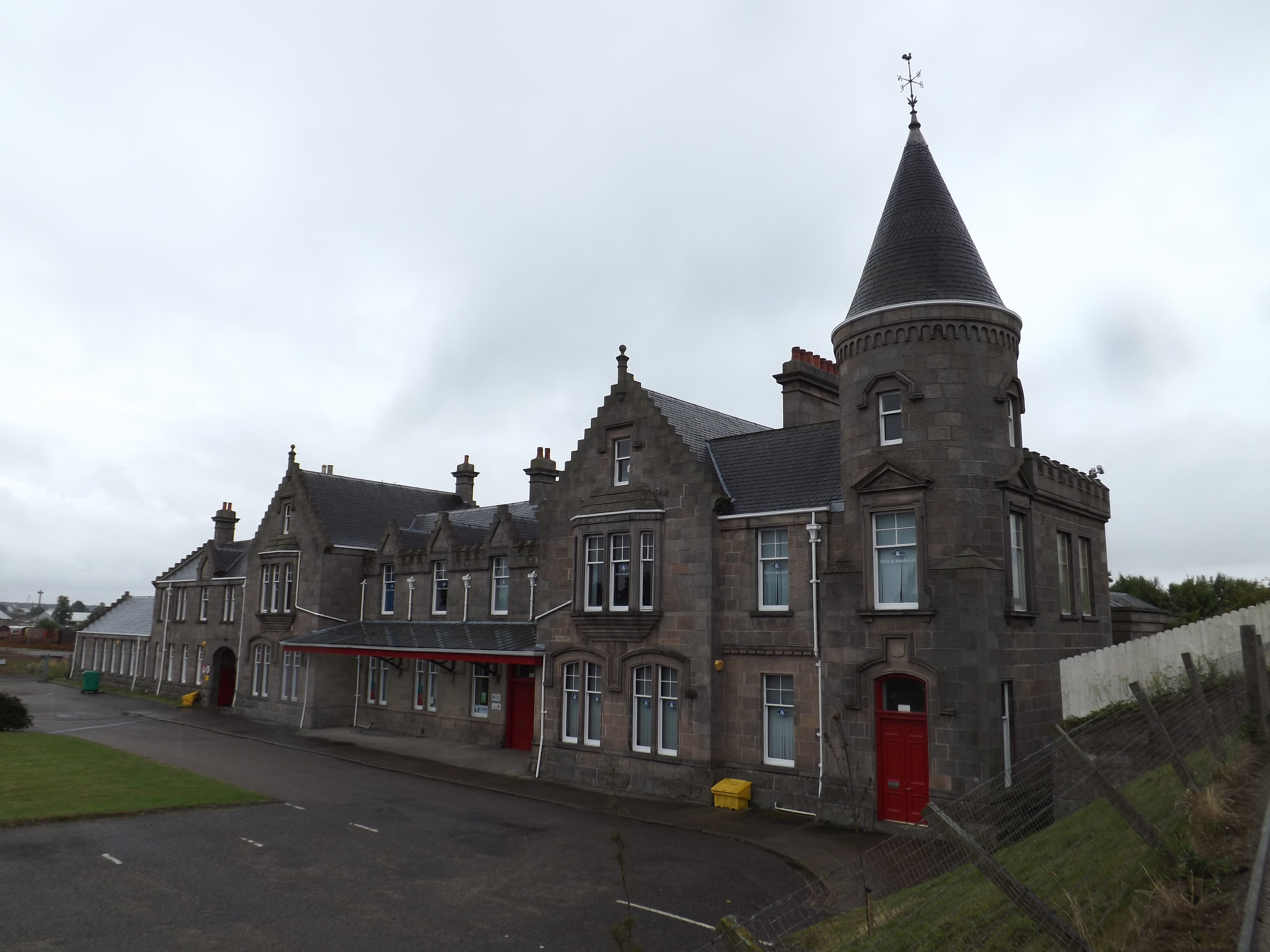
GNSR側のエルギン駅、1902年に改築され、なおも存在しておりカテゴリBの登録建造物となっている

キティーブルースターに置かれた機関車工場が手狭となり不適切であることがわかってきたことから、GNSRはインヴァルリーに新工場を1898年から建設を開始し、この建物には電灯が導入されることになった。客車と貨車の部門は1901年に移転し、機関車部門は1902年に移転、事務所はさらにその翌年に移転して、保線部門が1905年に移転した。この建物は現存しており、カテゴリBの登録建造物となっている。インヴァルリー駅は1902年に工場の近くに移され、この建物もカテゴリBの登録建造物となっている。GNSRは社員のためにこの近くに住宅を建設し、工場で発電した電力で電灯を灯し、社員らは1902年にサッカーチームのインヴァルリー・ロコ・ワークスFCを結成した。
GNSRは、エルギン駅の1860年代に建てられた一時的な予定だった木造駅舎を1902年に建て替えたが、隣接するハイランド鉄道の駅との共同の駅舎はハイランド鉄道側が断った。交渉の末、ハイランド鉄道とGNSRの合併がGNSRの株主に1906年初頭に承認されたが、ハイランド鉄道は少数の株主が反対したために取締役会が合併を撤回した。アバディーンとインヴァネスを結ぶ列車は1908年以降共同運行となり、キースやエルギンで機関車交換をすることはなくなった。1914年から1916年までの間は、GNSR側の機関車がインヴァネスまですべての列車を通しで牽引し、このためにハイランド鉄道側が費用を払っていた。
1904年春、GNSRはブライマーまで路線バスの運行を開始し、バラターにおいて列車と連絡した。こうした初期のバスはソリッドタイヤを装備し、法定の速度制限は12マイル毎時（約19 km/h）とされていたが、バスに置き換えられた馬車よりは速く走るものであった。1907年には、バスがGNSRの列車と連絡してストラスドン、ミドマー、エヒト、クルーニー城、アバーチダーへ旅客を運ぶようになったが、コック・ブリッジとタミンタウルの間は急勾配でバスが登れなかったため、馬車が用いられた。アバディーンからの便はスクールヒル駅で列車と連絡しており、この駅に休憩室が設けられた。1914年には35台の旅客用自動車と15台の5トントラックを保有し、毎日159マイル（約256キロメートル）を運行していた。
アバディーン共同駅は混雑しており、そのために列車の遅れにつながっていた。さらに低いプラットホームは、膨大な量の魚が運ばれていくことからしばしば脂ぎった液体で覆われていた。カレドニアン鉄道と駅の改築に関する合意が1899年に得られたが、両社は南側への線路の拡大に関して合意ができなかった。貨物駅を東に移すのは、港の委員会や市議会との対立があって同様に難しかった。1908年に西側に新しいプラットホームが使用開始し、1910年に隣接するステーションホテルを買収した。新しい駅舎の基礎が1913年に置かれ、駅は1914年7月にはおおむね完成状態となっていたが、第一次世界大戦の勃発のためにこれ以上の進捗が遅れ、駅の最終的な完成は1920年となった。

### 第一次世界大戦と四大グループ化 1914年-1922年

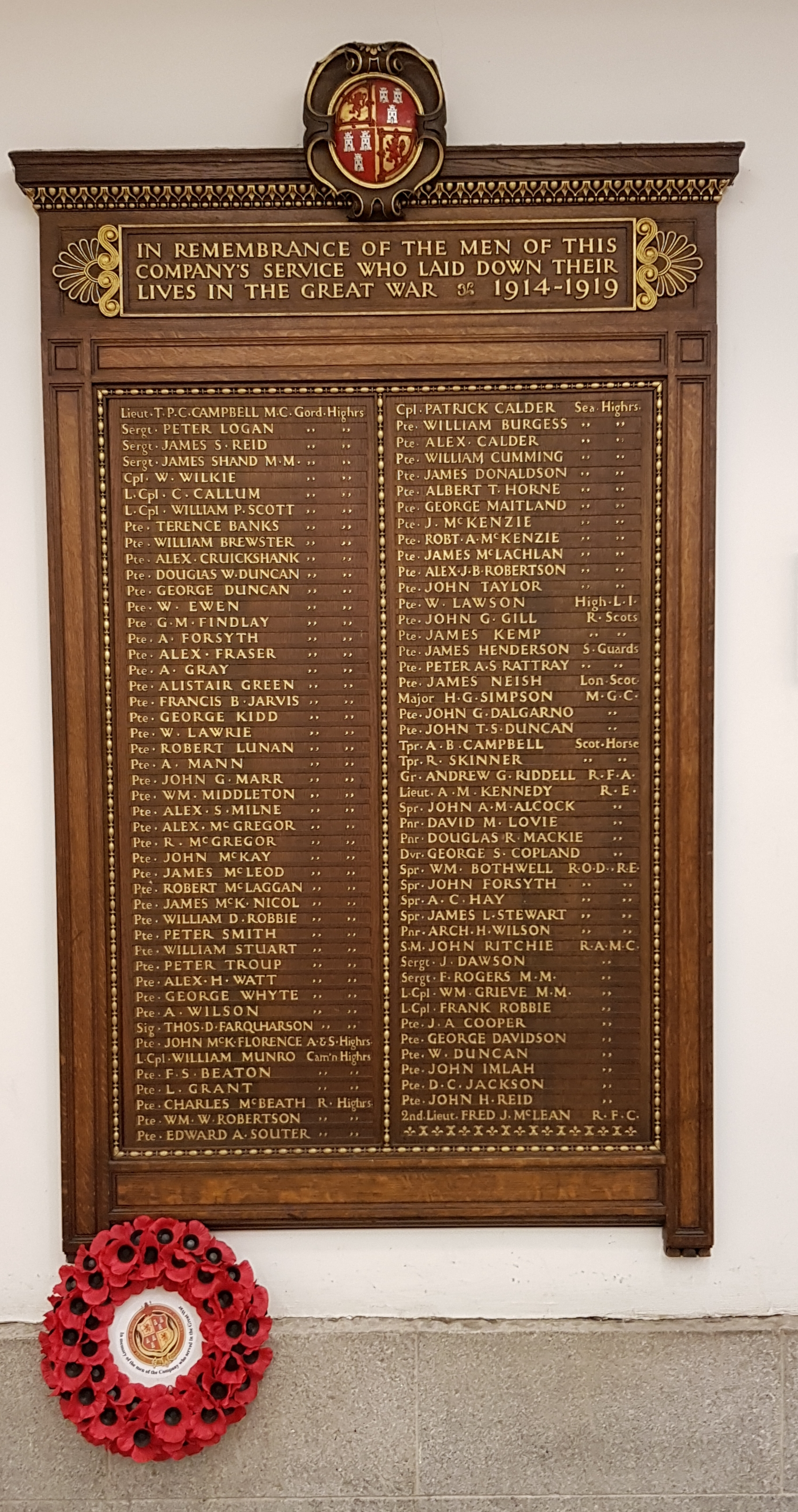
アバディーン駅、GNSRの戦争記念碑

1914年8月4日にドイツ帝国に対しイギリスが宣戦布告し、第一次世界大戦が始まると、1871年戦力統制法に基づき政府が鉄道を掌握した。日々の運営は各地の管理のままに置かれたが、戦争のために必要な輸送はゼネラルマネージャーの委員会によって調整された。GNSRの主な役割は、ハイランド鉄道の南側のパースへ向かうルートが混雑したときの代替ルートとなることで、ある日曜日には21本の兵員輸送臨時列車がキースからアバディーンへ運転された。スコットランド北部の森林地帯からの材木が、ケンネイ、ノッカンド、ネシー・ブリッジの側線から積み出された。合計609人の職員が職場を離れて戦争へ向かい、アバディーンの事務所に戦死者93人の記念碑が建てられた。1916年までは列車は通常通り運行されたが、その後職員が不足して列車が削減された。しかし休止となった路線はなかった。
戦後の鉄道は荒廃した状態となっており、賃金が上昇し、八時間労働制が導入され、石炭価格が上昇していたことで、コストも増大していた。鉄道網を四大企業へとグループ化する方策が立案され、1921年鉄道法が議会によって承認された。20世紀初頭の時点で会社の株式は再編されており、最終的な配当は優先株には3パーセントで以前と変わりがなく、普通株には1.5パーセントで平均よりやや良かった。合併直前でGNSRは333.5マイル（約536.7キロメートル）の路線を運営していた。

### ロンドン・アンド・ノース・イースタン鉄道
1923年1月1日に、GNSRはロンドン・アンド・ノース・イースタン鉄道 (LNER) の孤立したスコットランド部門となった。南側のカレドニアン鉄道と西側のハイランド鉄道はどちらも異なるグループに分けられ、ロンドン・ミッドランド・アンド・スコティッシュ鉄道となった。この夏、ロンドンのキングス・クロス駅とロジーマウスの間に寝台車が運行され、また金曜日にはエディンバラ・ウェイヴァリー駅からクルーデン・ベイに通しの客車が運行された。日曜日の列車も運転を再開した。1928年からアバディーンの近郊列車は午後から夜間にかけて1時間おきに運転されるようになった。その後は経済状況が悪くなり、各鉄道会社は1928年に労働組合に対して賃金削減の必要を通知し、1929年のウォール街大暴落を受けて翌1930年8月に実施された。経費節減策が導入されるとともに利益の出ない旅客列車は運転を打ち切り、オールド・メルドラム支線は1931年11月2日に、クルーデン・ベイとボダムへの支線は1932年10月31日に廃止された。廃止後最初の夏には、クルーデン・ベイホテルへの客はイーロンから道路輸送が用意され、それ以降はアバディーンからとなった。

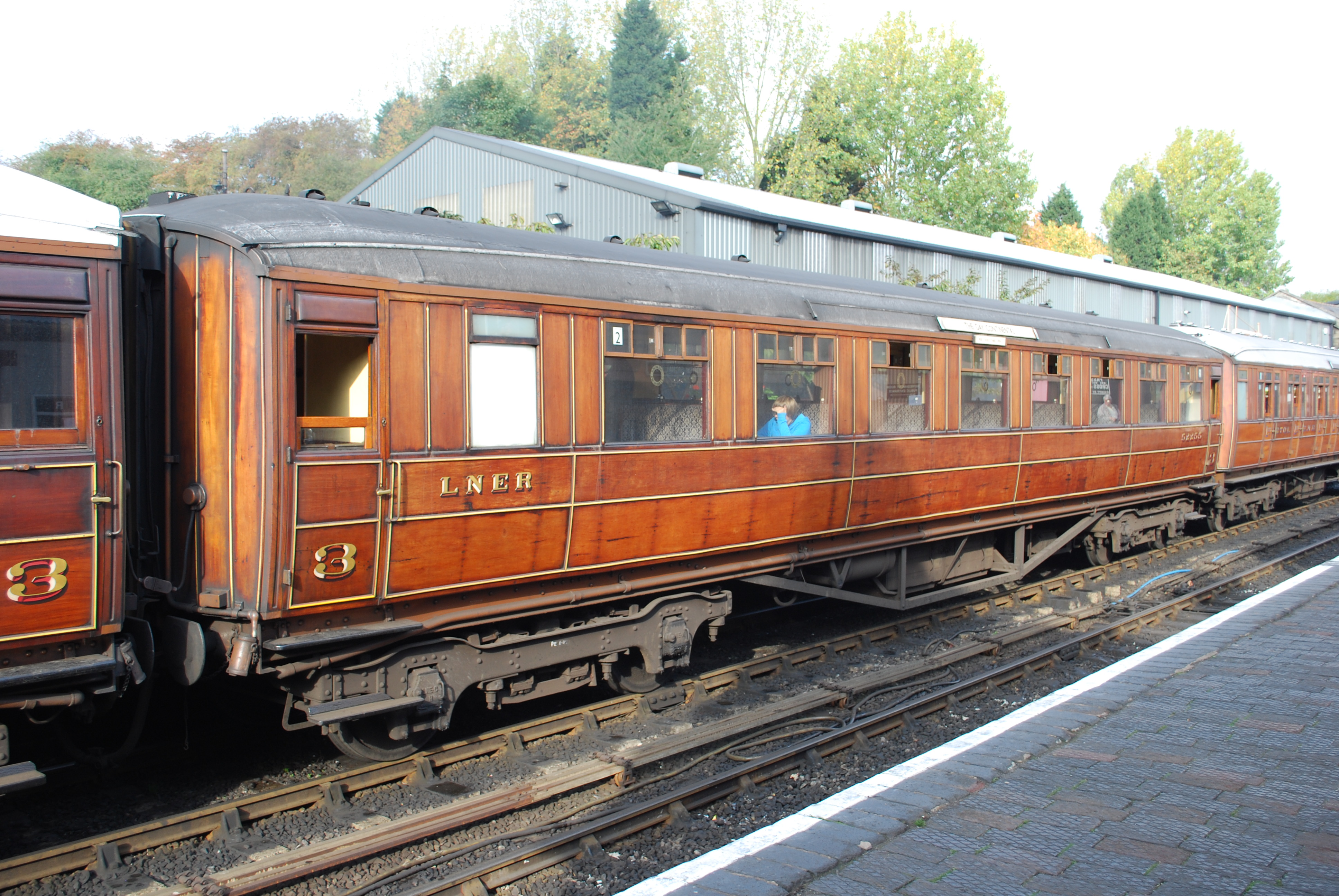
LNERのグレスリー式ボギー客車が旧GNSRの列車にも1937年には使用されていた

古い2軸客車を置き換えるために客車の転属が行われ、旧ノース・イースタン鉄道の客車が1924年から1925年にかけて、50両の旧グレート・イースタン鉄道の3軸客車が1926年から1929年にかけて、アバディーンの近郊列車に導入された。1936年までには、さらに新しいグレスリー式のボギー台車装備の客車が主要な列車で使用されるようになった。人々は再び楽観的になり、1933年以降は輸送量が増加するようになり、豪華なクルーズ列車の「ノーザン・ベル」が旧GNSR線を走るようになった。しかし、アバディーン近郊列車はバスとの競争の結果損失を出すようになっており、1937年4月4日にアバディーンとダイス、カルターの間の近郊列車は廃止され、多くの中間駅も廃止となった。
1939年9月1日に鉄道網は再び政府の管理下に置かれ、その2日後にイギリスは第二次世界大戦に突入した。クルーデン・ベイホテルは軍隊の病院として使用されるようになり、1941年にはそこへの軌道も運転取りやめとなった。1945年に鉄道会社に返却されたものの、再開されることはなかった。1941年にパレスホテルは焼失した。ステーションホテルは海軍の管理施設として用いられ、改修工事を受けて1950年に再開された。

### イギリス国鉄
イギリスの鉄道網は1948年1月1日に国有化され、旧GNSR線はイギリス国鉄のスコットランド局となった。支出削減のため、1950年1月2日にアルフォード支線は旅客営業を廃止し、1951年10月1日にはマクダフ支線も続いた。

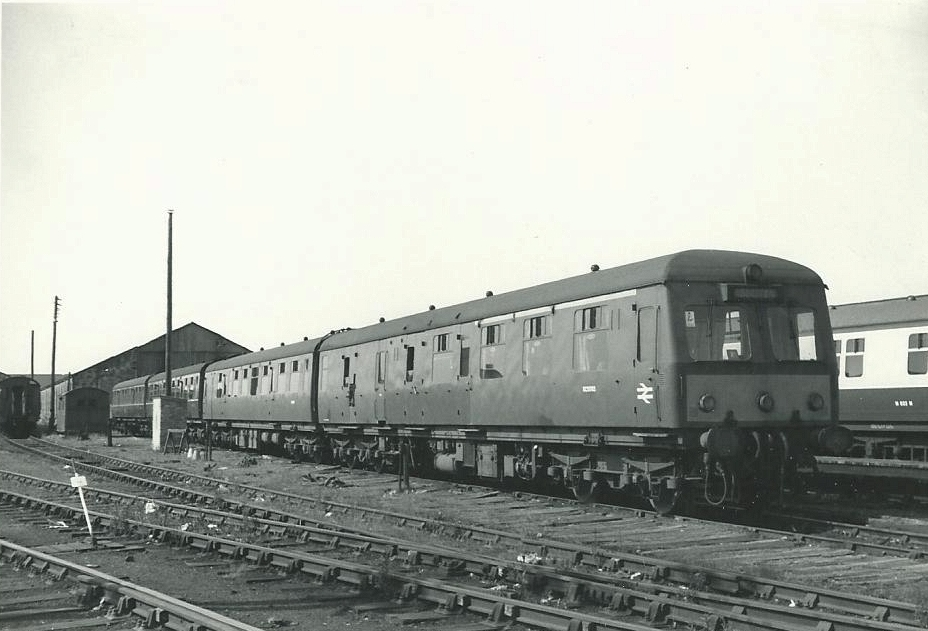
インヴァネスにおいてクロスカントリーの気動車、1968年

1955年の近代化計画、公式には「イギリス国鉄の近代化と再装備」として知られる計画は、1954年12月に発表され、速度と信頼性の向上を目的として、蒸気動力を次第に電気動力とディーゼル動力へと置き換えていくことになっていた。1958年に、蓄電池式電車がディーサイド線に、ディーゼルレールバスがスペイサイド区間に導入された。ピーターヘッドとフレイザーバラへの列車は1959年から気動車に置き換えられ、1960年からはクロスカントリー型の気動車がアバディーンとインヴァネスを結ぶようになり、4駅に停車して2時間30分の所要時間を実現した。1961年までには、蒸気機関車が依然として使われている列車はティリーノートからバンフへの支線のみとなった。
1963年にリチャード・ビーチング博士が「イギリス国鉄の再建」という報告書を公表し、イギリス鉄道網で非常に利用の少ない駅と路線を廃止する提案をした。アバディーンとキースを結ぶ本線のみが存続するが、そこでも各駅停車は廃止され、これ以外のすべての旧GNSR線は旅客営業を廃止することになっていた。ロジーマウス支線とバンフ支線は1964年に廃止され、翌年セント・コームズ支線、ダイスからピーターヘッドとフレイザーバラへの支線、スペイサイドの区間が廃止され、インヴァルリーまでの区間列車も廃止された。ディーサイド線のバンチョリーまでの区間を存続させようとする努力はうまくいかず、1966年に廃止された。1968年5月6日に海岸線、旧GNSRのクラゲラチー経由の路線、そしてアバディーンとエルギンの間の各駅停車が廃止された。ビーチング報告では、インヴァルリーとインズチの駅も廃止を提案していたが、これらの駅はその後の審理により存続となった。
ビーチング報告後、各駅での貨物扱いも廃止された。フレートライナーの基地が1966年にアバディーンに開設され、これにより1970年9月7日にピーターヘッド線が完全に廃止された。1969年から1970年にかけて、アバディーンとキースの間の路線が待避線付きで単線化され、フレイザーバラへの線は1979年に完全廃止、キースとダフタウンの間の線も1985年に廃止された。1969年の時刻表では、アバディーンとインヴァルリーの間に早朝の列車があり、アバディーンからインヴァネスへ1日に5本の列車、さらにアバディーンからエルギンまでの列車が2本設定されていたが、1970年代後半にエルギン止まりの列車はインヴァネスまで通しで走るようになった。クロスカントリー型の気動車は1980年にディーゼル機関車牽引のイギリス国鉄マーク1客車のコンパートメントタイプに置き換えられ、さらに後にイギリス国鉄マーク2客車のオープンサルーンタイプとなった。これらの客車も1980年代末から1990年代初期にかけて新型気動車に置き換えられ、最初はイギリス国鉄156形気動車「スーパースプリンター」、そしてイギリス国鉄158形気動車やイギリス鉄道170形気動車となった。

### 名残
アバディーン-インヴァネス線は、旧GNSR鉄道線をキースまで利用しており、駅はダイス、インヴァルリー、インズチ、ハントリー、キースである。アバディーンとインヴァネスの間は1日11本の列車が走り、所要時間は約2時間15分で、さらにアバディーンとインヴァルリーの間はほぼ同数の区間列車が運行されている。2030年完成と予定されているプロジェクトで、この路線はアバディーンとインヴァネスを結ぶ定期列車を1時間おきに運転できるように改良されることになっており、インヴァネスとアバディーンに追加の通勤列車、キントアとダルクロス、インヴァネス空港のそばに新駅が設置される。

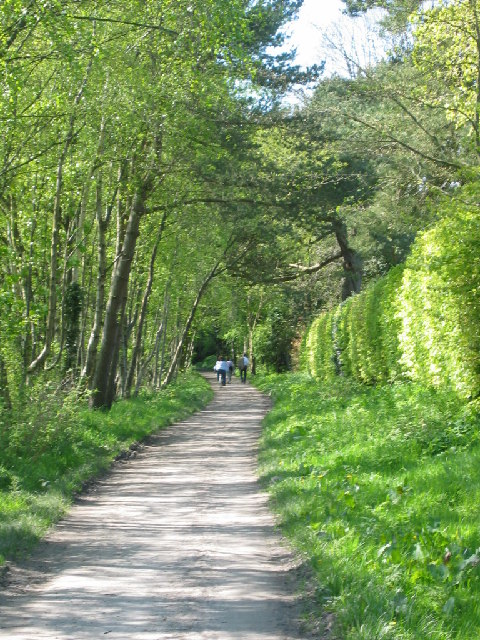
ディーサイド・ウェイ、ガースディー付近

保存鉄道や観光鉄道も旧GNSR線を利用している。キース・アンド・ダフタウン鉄道は、キースとダフタウンの間の11マイル（約18キロメートル）にイギリス国鉄108形気動車を使った季節列車を走らせている。ストラススペイ鉄道は、旧ハイランド鉄道線のアヴィーモア駅からグランタウン＝オン＝スペイ（西）駅まで、ハイランド鉄道とGNSRの共同駅であったボート・オブ・ガーテン駅経由で季節列車を運行している。ロイヤル・ディーサイド鉄道は、旧ディーサイド鉄道のバンチョリー近くのミルトン・オブ・クレイシズで1マイル（約1.6キロメートル）を夏の週末と12月に列車を走らせており、またアルフォード駅を拠点としてアルフォード・ヴァレー鉄道が0.75マイル（約1.2キロメートル）の狭軌路線を季節運行している。
廃線跡は、歩行者、自転車、馬など向けの長距離トレイルとして開放されている。フォーマーティン・アンド・ブカンウェイは全長53マイル（約85キロメートル）あり、ダイスからモードを通り、ピーターヘッドとフレイザーバラへと分岐している。ディーサイドウェイはアバディーンからキンカーディン・オニールと、アボインからバラターまでが開放されている。
Nestrans（北東スコットランド交通パートナーシップ: The North East of Scotland Transport Partnership）は、地域の交通戦略に責任を持つ団体で、これらの路線に新しく鉄道を敷設するのは現時点では利益とならないと判断しているが、廃線跡は再開発されないように保存されている。スペイサイドウェイは、スコットランドでも有数の長距離トレイルで、クラゲラチーからバリンダロッホの区間と、グランタウンとネシー・ブリッジの区間においてスペイサイド線をおおむねたどっている。

## 鉄道車両

### 機関車

#### 初期の機関車

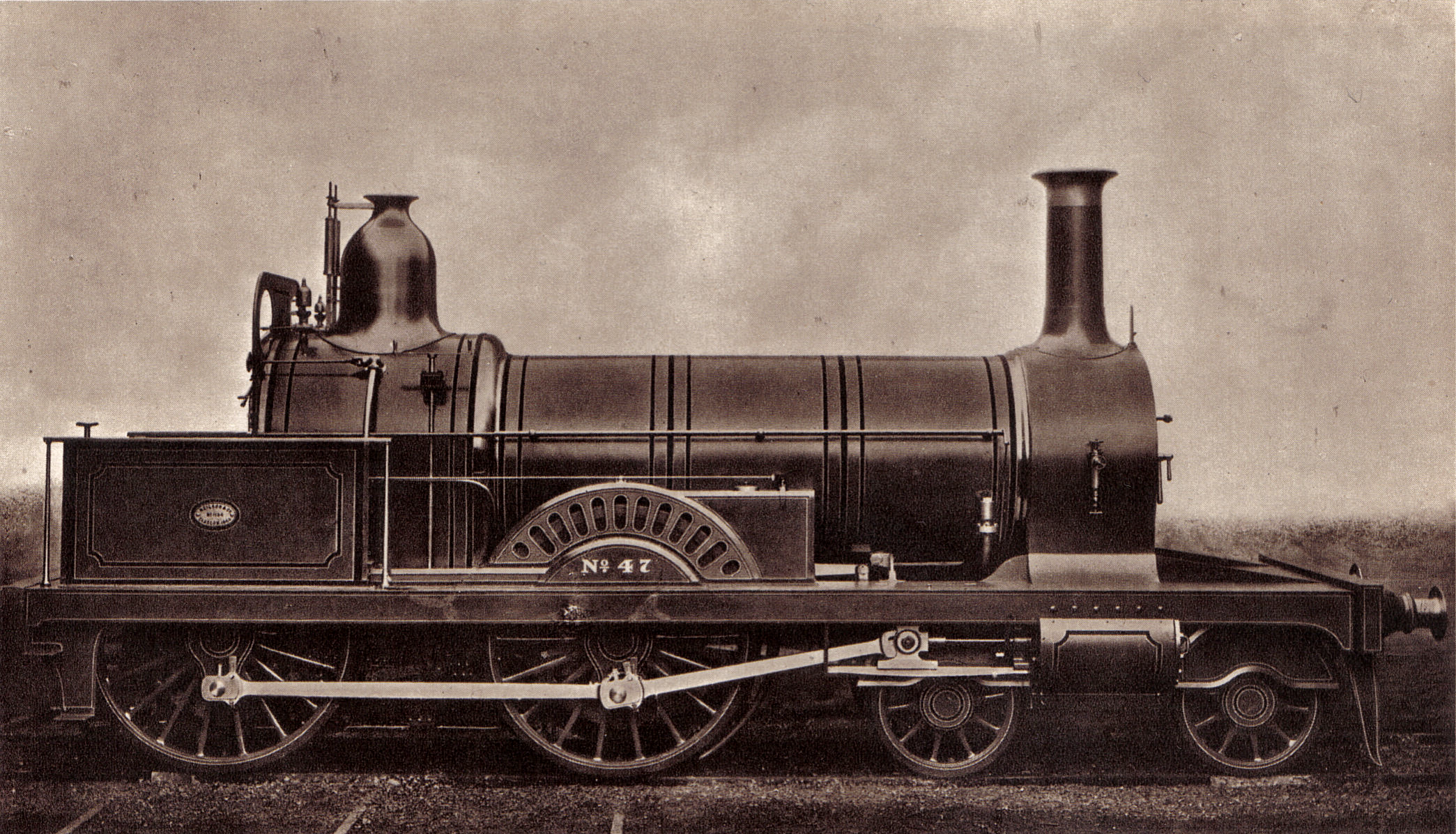
1866年に製造された機関車のうちの1両

最初の機関車は車軸配置2-4-0のテンダー機関車で、機関車総監督のダニエル・クラークの設計に基づきマンチェスターのウィリアム・フェアベアン・アンド・サンズが製作した。最初の区間の開業に際して12両が発注され、うち7両が旅客用、5両が貨物用であった。すべての機関車に、クラークが特許を有する煙の除去装置を有し、燃費を改善するようになっていた。また塗装は緑に黒い縁取りをし、バッファーを取り付けた梁は赤であった。機関士と機関助士を覆う運転室はなく、ブレーキは炭水車の4輪に木製制輪子を押し付けるものであった。GNSRは5両の機関車のみで開業し、数日中にキティーブルースターでの衝突事故により1両が大きく損傷し、もう1両は機械的な問題を抱えていた。1854年末までにさらに2両の機関車が到着し、注文の残りは1855年夏までに納入された。1857年に旅客用機関車をさらに4両発注し、風よけ板と砂撒き装置が1860年に取り付けられ、1880年代には運転室も取り付けられた。ジョン・フォールズ・ラスヴェンが1855年にクラークの後を継いで機関車総監督となり、アバディーン港近くのウォータールーに向かう線で補助機関車として使うために、ベイヤー・ピーコックに2両の車軸配置0-4-0のタンク機関車を発注した。ウィリアム・コーワンが機関車総監督に就任した後、1859年から1861年にかけてさらに9両の機関車を取得した。さらにその後、9両の車軸配置4-4-0の機関車をロバート・スチーブンソン・アンド・カンパニーに造らせ、1862年から1864年にかけて納入された。1866年にはニールソン製の6両のより強力な4-4-0機関車が納入され、これにはより近代的な先台車を装備していた。1923年の四大グループ化に際して3両がLNERに継承され、45号機は1925年の鉄道百周年記念式典において列車を牽引した後解体された。
1863年にGNSRはバンフシャー鉄道とマレーシャー鉄道を合併してその機関車を継承した。バンフシャー鉄道は4両の機関車を保有しておりうち2両は車軸配置0-4-2のタンク機関車で、「バンフ」「ポートソイ」と名前を付けられており、1859年の開業に際してリースのホーソンが製作したものであった。もう1両は車軸配置0-4-2のテンダー機関車で、ウォリントンのバルカン・ファウンドリー1848年製の機関車をスコティッシュ・セントラル鉄道から中古で購入したものであり、「キース」と名付けられていた。またホーソン製の同様のテンダー機関車を1両有していた。マレーシャー鉄道はジェームズ・サミュエル設計、ニールソン製の2両の車軸配置2-2-0の機関車で1852年に開業した。これらの機関車は不適切であると判明し、より大型の車軸配置2-4-0のタンク機関車に置き換えられた。GNSRは1866年にディーサイド鉄道の運営を引き継いだ。ディーサイド鉄道の最初の2両の機関車はホーソン製の車軸配置0-4-2のタンク機関車で、1854年に納入された。3号機はテンダー機関車で、ロザーハムのドッズ・アンド・サン製のものが1854年に納入されたが、機械的欠陥があって決して満足できるものではなかった。1857年から1866年にかけてホーソンから4両の車軸配置0-4-2のテンダー機関車が納入され、この機関車はバンフシャー鉄道の3号機・4号機に類似したものであった。またディーサイド鉄道はバンフシャー鉄道4号機を1864年に購入した。これらの機関車のうちの1両は、大型の3軸テンダーを組み合わされ、アバディーンからバラターまで無停車で王室専用列車を牽引できるようにされていた。高速では不安定となることが判明したこれらのテンダー機関車は、1880年までに運用を終了した。

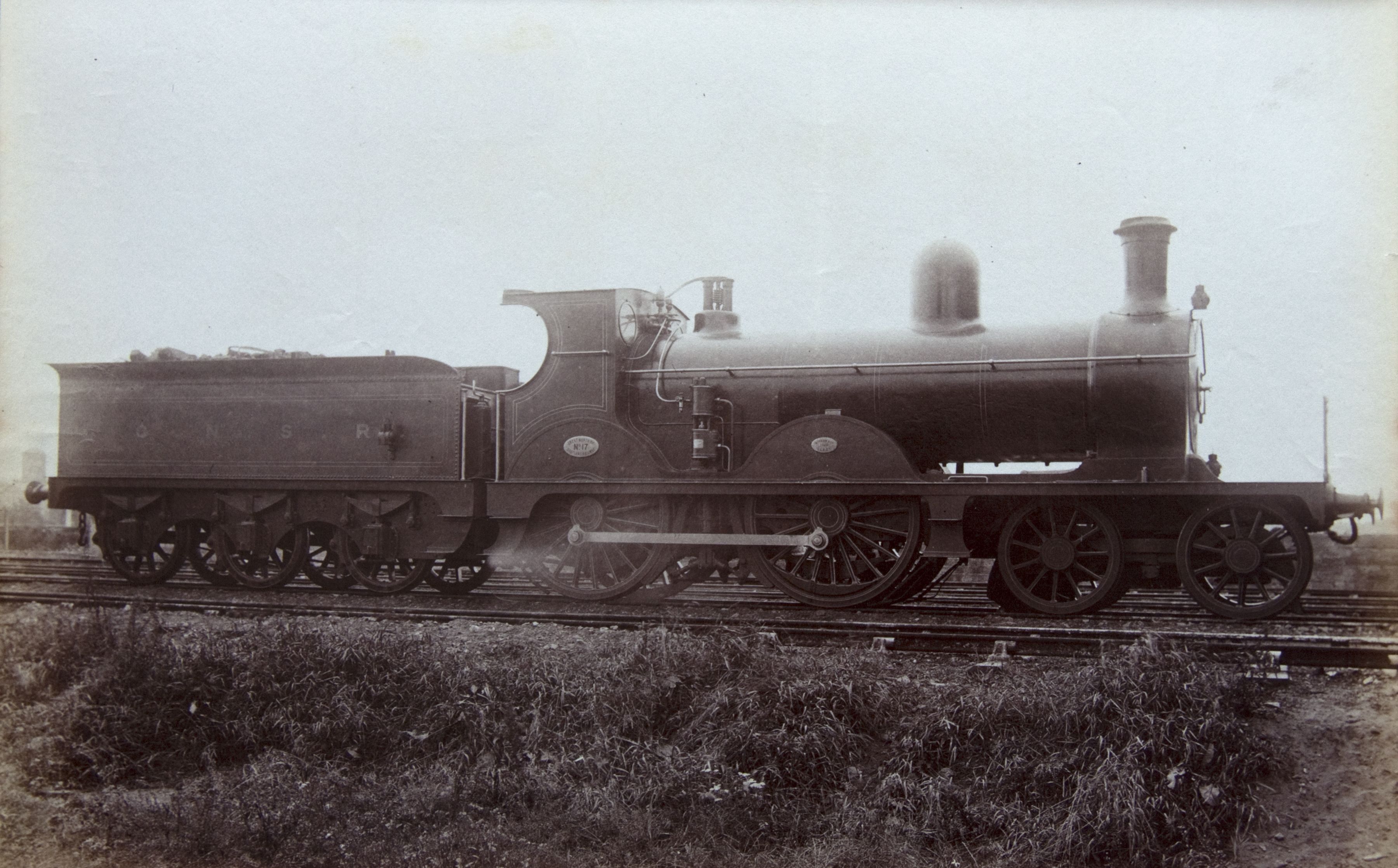
O形17号機

1866年以降会社の財務状況が悪かったため、長い間1両の機関車も購入もなく、1876年になってようやくニールソン製の車軸配置4-4-0の機関車を6両購入したが、一部はディーサイド鉄道の機関車置き換え用であった。これらの機関車は、以前のものより大きなボイラーと火室を備えており、最初から運転室を備えて製作された最初のものであった。続く12両の機関車には円形の泥はね除けが後ろ側の動輪に付いており、このために運転室の形が異なることになったが、火室に載せた真鍮製蒸気ドームや銅製のキャップを付けた煙突、火室とボイラーをつなぐ真鍮の帯などはそのままであった。ジェームズ・マンソンが1883年に機関車総監督に就任すると、当時の機関車設計を導入し、内側シリンダー、運転室側面のドア、真鍮製蒸気ドームと煙突の銅製キャップの廃止などが行われた。最初の6両は1884年にリーズのキットソンによって製作され、さらに同様の形式であるがやや軽い3両が1885年に製作された。GNSRはディーサイド鉄道、マレーシャー鉄道、バンフシャー鉄道からほとんどのタンク機関車を継承しており、どれも置き換えが必要になっていたため、1884年に6両が納入され、さらにやや大型の3両が翌年納入された。イギリス国内で初めて運転室側面にドアを備えたタンク機関車であり、これらは近郊列車の牽引に使用され、1両はフレイザーバラのセント・コームズ軽便鉄道で使用するためにカウキャッチャーを装備した。1887年にキティーブルースター工場で2両の機関車を製作した。手狭になっていた修理工場では4両の機関車分の空間しかなかったのであるが、取締役会は自社で機関車を製作することで300ポンドから400ポンドを節約できると期待したのである。1888年にキットソンで、3軸テンダーを備えた急行用機関車を9両製作し、さらにスチーブンソンで4軸テンダーを備えた6両を製作した。このうち1両は1914年に過熱蒸気発生装置の試験を行って成功した。マンソンの設計した後期の機関車のほとんどは、最終的に過熱蒸気発生装置を取り付けられ、その改造の際に4軸テンダーは3軸テンダーにほとんどが取り換えられた。

#### S形およびその後
1890年にマンソンの後任として、当時ミッドランド鉄道で機関車総監督を務めていたサミュエル・ジョンソンの息子、ジェームズ・ジョンソンを機関車総監督とした。1893年に、ニールソン製の6両の車軸配置4-4-0のテンダー機関車が納入された。これは過去のGNSRの蒸気機関車のどれよりも強力であり、またクラークの煙除去装置を搭載しない最初の機関車であった。S形という形式を与えられ、加速度の高さと高速性能に優れ、これ以降のGNSRのテンダー機関車の基本となった。マンソンは、車軸配置0-4-4のタンク機関車の設計をして去っていたが、ジョンソンはその設計の火室、ボイラー、弁装置などを変更してS形テンダー機関車と同じにして、ディーサイド線用に9両を発注した。1893年に納入され、ほとんどは1900年にアバディーンの近郊列車牽引用に転用された。

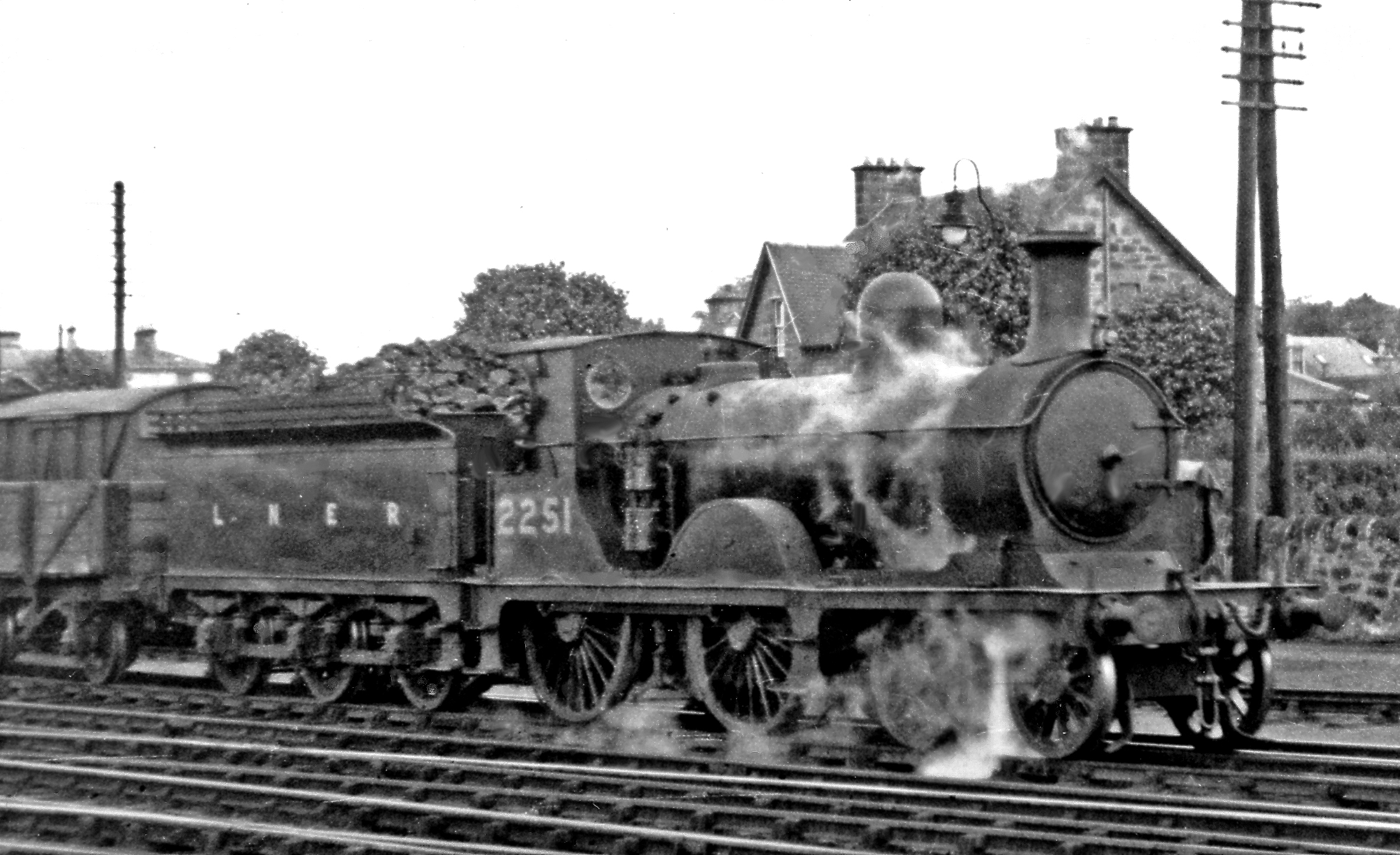
LNER2251号機、GNSRでT形107号機として製造された、エルギンにて入換中、1948年

1894年にウィリアム・ピッカースギルがジョンソンの後任に就任し、1895年から1898年にかけてニールソンから26両の新型機関車を購入した。ジョンソンのS形と類似したもので、最高速度79.66マイル毎時（約128.20 km/h）を記録し、ケネスモントからダイスまでの26.5マイル（約42.6キロメートル）を23分46秒で走った。1899年にさらに10両が発注されたが、列車キロが削減されたためこのうち5両はサウス・イースタン・アンド・チャタム鉄道に売却された。ピッカースギルはキティーブルースターからインヴァルリーへの工場移転を監督し、その後1914年、第一次世界大戦の勃発する3か月前にトーマス・ヘイウッドが機関車総監督を引き継いだ。GNSRはアバディーンの港湾鉄道の運営を引き継ぎ、1915年に車軸配置0-4-2のタンク機関車を4両マニング・ワードルから購入した。戦争終結後、さらに6両の機関車をノース・ブリティッシュ・ロコモティブで1920年に製作し、さらに翌年2両をインヴァルリー工場で製作した。1899年の機関車と似ていたが、こちらはロビンソン式過熱蒸気発生装置を備え、機関車には名前が与えられていた。ヘイウッドは戦争中に塗装を変更し、伝統的な緑は黒になり、黄色と赤の線を入れていた。
1923年1月1日にGNSRはLNERのスコットランド部門となり、合計122両の機関車を継承した。うち100両が車軸配置4-4-0のテンダー機関車で、22両がタンク機関車であった。どちらも客貨両用に使用することができた。1948年にLNERが国有化された時点でも44両の機関車が依然使用中であり、GNSRの機関車で最後に運用を終了した2両はアバディーンの港湾鉄道で使われていたタンク機関車で、1960年のことであった。49号機「ゴードン・ハイランダー」は、1958年にGNSRの伝統的な緑に復元されたが、この機関車は当初からヘイウッドの黒塗装で製作された機関車であるため、一度もこの緑塗装をされたことのないものであった。グラスゴー交通博物館で1965年に静態保存となるまで、何度か臨時列車を牽引し、ボーネスにあるスコットランド鉄道博物館に貸し出し中である。

### 客車

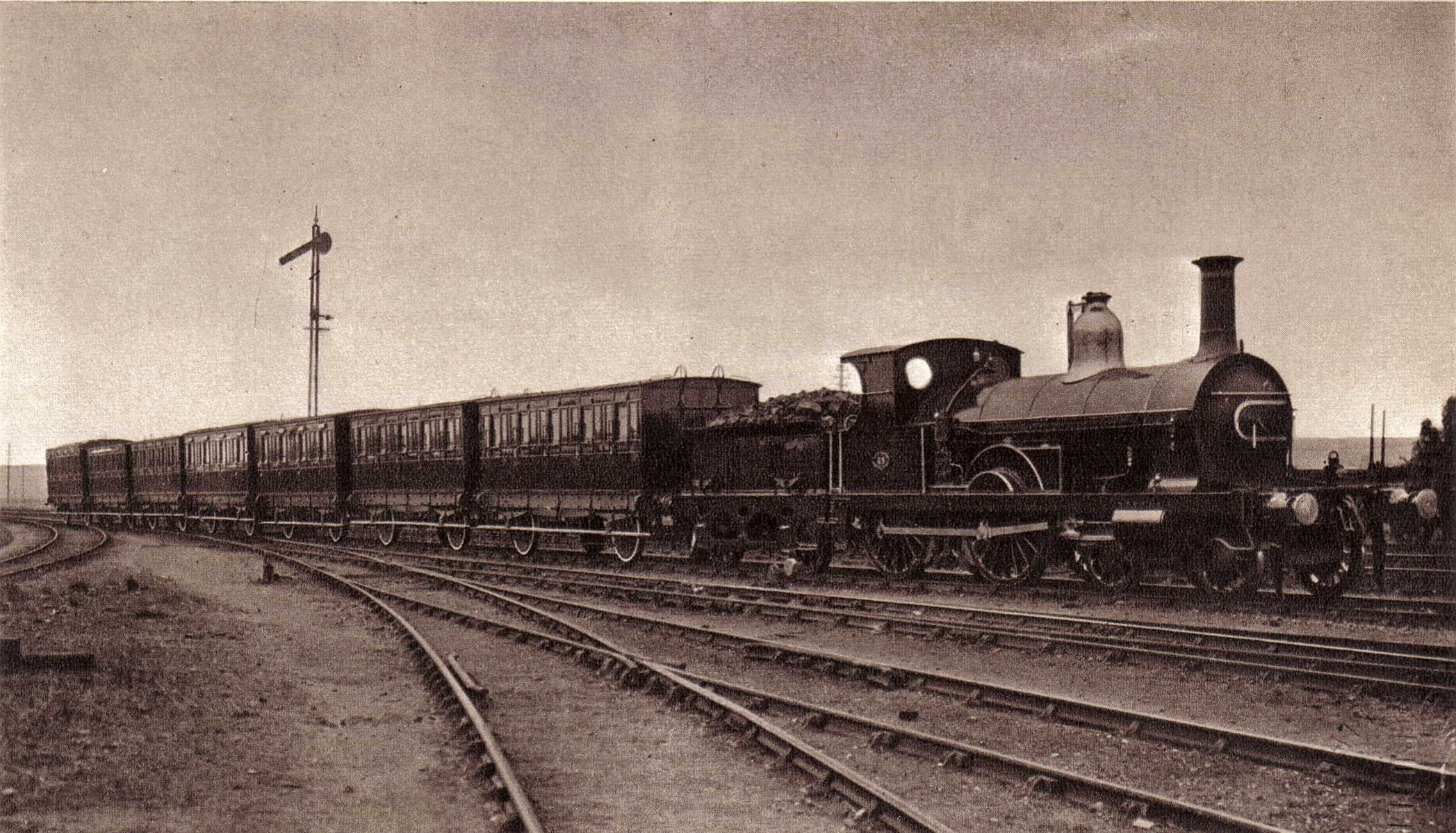
ダーリントンで1925年に開催された鉄道100周年行事で旧GNSR客車で編成された列車

最初のGNSRの客車は9.1トンの2軸客車で、全長は21フィート9インチ（約6.63メートル）であった。ダークブラウンの塗装に黄色の線とレタリングを施され、ニューオール式のチェーンブレーキ装置を備え、屋根には車掌用の座席を装備していた。2つの等級が用意され、一等車は3つのコンパートメントに分けられ、各コンパートメントには布張りをした座席が6席用意され、コンパートメント間の壁のところに2個のオイルランプが吊り下げられていた。三等車は客車内に40人分の木製の椅子を備え、オイルランプは1個のみであった。GNSRには二等車は存在したことがなかった。製造はブラウン・マーシャル・アンド・カンパニーで、注文した客車の半分だけが1854年の開業時に到着していた。のちに車掌用の席は撤去され、より長い3軸客車が製造された。1880年代には三等車の接客設備が改善され、椅子に布張りがされるようになった。
ウェスティングハウス式の空気ブレーキが1880年代に客車で試行され、1891年には標準となった。ハイランド鉄道は真空ブレーキを使用していたため、アバディーン-インヴァネス間の列車に使われる客車は両方を装備していた。1890年代末に塗装が変更され、上半分はクリーム色、下半分は紫に塗られ、金色の線とレタリングが施された。車内に通路を備え、ストーン式の電灯を装備し、どちらの等級からでもトイレに行けるようになった全長36フィート（約11メートル）の3軸客車は1896年に登場した。アバディーン-インヴァネス間の急行用に、ボギー台車を備え車内通路も装備した全長48フィート（約15メートル）、重量25トンの客車は1898年に製造され、車両間をヴェスティビュールで連絡することも準備していた。GNSRは王室用客車も有しており、他のGNSR客車と異なり二重屋根を備えていた。王室用客車は全長48フィート（約15メートル）、電灯と蒸気暖房を備え、室内は2分割されて一方は一等車の設備を、もう一方はお付きの者のスペースで、料理用のストーブを備えていた。のちに、より短い3軸のボギー台車式コンパートメント客車を支線用に製作し、20世紀初頭には連絡ひもと蒸気暖房が取り付けられた。1890年代に製作された3軸客車34号がステートリー・トレインズ・コレクションの一環として、エンブセイ・アンド・ボルトン・アビー蒸気鉄道で保存されている。
1905年にGNSRは連接式の蒸気動車を2両導入した。機関部は3フィート7インチ（約1.09メートル）の車輪2軸の上に取り付けられており、1軸が駆動されており、機関は定置式蒸気機関では一般的であるが機関車用としては珍しい、コクラン式のボイラーが搭載されていた。客室側は三等客46人分の転換式座席を備え、屋根上に通されたケーブルを使って機関を操作できるようにした運転席が用意されていた。この車両はロジーマウス支線とセント・コームズ軽便鉄道で使用されたが、走行中にかなりの振動が発生して、旅客に不快であるとともに、蒸気機関に問題を起こした。1909年から1910年にかけて運用を終了するまで、1両がディーサイド線で近郊列車に試用されたが、接客設備が不十分であり、またダイヤを守って運行することもできなかった。

## 吸収合併した鉄道会社
GNSRは1866年に以下の鉄道会社を吸収合併した。
- アバディーン・アンド・タリフ鉄道 - 1859年以前はバンフ・マクダフ・アンド・タリフ鉄道（英語版）。GNSRはこの会社の発足以来支援しており、開業から列車の運行を担当し、1862年からは保証人となっていた[26]。
- バンフ・マクダフ・アンド・タリフ延長鉄道 - アバディーン・アンド・タリフ鉄道をタリフから延長した会社。開業時からGNSRが列車を延長運転していた[213]。
- アルフォード・バレー鉄道（英語版） - ほとんどの取締役はGNSRの取締役でもあり、開業時からGNSRが列車を運行し、1862年からは保証人となっていた[213]。
- フォーマーティン・アンド・ブカン鉄道（英語版） - 1861年の開業以来GNSRが列車を運行し、アバディーンから直通列車を走らせていた。GNSRは1863年から債務を保証していた[214]。
- インヴァルリー・アンド・オールド・メルドラム・ジャンクション鉄道 - 1856年に開業し、1858年からGNSRに貸し出されていた[215]。
- キース・アンド・ダフタウン鉄道（英語版） - 本線の延長線として機能しており、1862年開業時以来GNSRが列車を運行していた[38]。
- ストラススペイ鉄道（英語版） - GNSRが出資し、開業時以来GNSRが列車を運行していた[216]。

以下の会社は1866年時点でGNSRが列車を運行しており、その後合併した。
- バンフシャー鉄道 - 1859年開業時はバンフ・ポートソイ・アンド・ストラスアイラ鉄道（英語版）で、GNSRは1863年から列車の運行を引き継ぎ、会社名が変更された。1867年の法律で合併が認可された[217]。
- ディーサイド鉄道（英語版） - 1866年9月1日からGNSRが借り受け、1875年8月1日に合併した[218]。
- アボイン・アンド・ブライマー鉄道 - ディサイド鐵道のバラター延伸線であり、1866年10月17日の開業以来GNSRが列車を走らせていた。1876年1月31日に合併した[86]。
- マレーシャー鉄道（英語版） - 1852年に開業し[219]、クラゲラチーまで延長した1863年からGNSRが列車を走らせていた。1866年の法律で、条件に合意すれば2社が合併することが認可され、1880年に合併した[87]。